# Architektura barokowa w Niemczech
Architektura barokowa w Niemczech – ogół obiektów architektonicznych wzniesionych w stylu barokowym na terenie Niemiec od połowy XVII wieku do połowy wieku XVIII.

## Historia
Po niespokojnej pierwszej połowie XVII wieku na ziemiach niemieckich zapanował pokój. Wojna trzydziestoletnia, która trwała w latach 1618–1648, zakończyła się, a księstwa wyodrębniły się jako niezależnie państewka. Ugruntował się podział na protestancką północ i katolickie południe. W zrujnowanych gospodarczo krajach dopiero po 1650 roku nastąpiło lekkie ożywienie w budownictwie, a wraz z nim zaczął upowszechniać się nowy styl – barok. W rozwoju tego stylu architektonicznego na terytorium niemieckim występowało duże zróżnicowanie, co było związane z rozdrobnieniem politycznym i rozłamami religijnymi.
W budownictwie sakralnym kościoły katolickie początkowo rozwiązywano na planie trójnawowej bazyliki z elewacją frontową dość często flankowaną dwiema wieżami. Nie zawsze projektowano nawę krzyżową i stosowano kopułę nad skrzyżowaniem naw. W drugiej połowie XVII wieku coraz częściej pojawiały się układy centralne o wydłużonym planie i bogatej dekoracji. Koniec XVII wieku zaowocował budynkami o giętych elewacjach o silnie profilowanych obelkowaniach, rzeźbiarsko traktowanych hełmach i latarniach, fantazyjnie rozczłonkowanych obramowaniach otworów i gęsto profilowanych pilastrach i łukach sklepień, dekoracyjnie potraktowanych kartuszach, medalionach, wspornikach. Budownictwo zborów ewangelickich, długo skromne, o układach podłużnych i centralnych, z wolna się zmieniło się, a w XVIII wieku zaczęło nawet przypominać architekturę krajów katolickich.
Wraz z normalizacją gospodarczą kraju ożywiło się również budownictwo świeckie. Powstawały nowe rezydencje magnackie, a istniejące były przebudowywane. Pałace wzorowane były na układach francuskich, w których budynek główny z dwoma bocznymi skrzydłami poprzedzał dziedziniec, a ogród w stylu francuskim lokalizowany był za budynkiem. Tak samo wystawnie projektowane były pałace biskupów. Domy mieszczańskie otrzymały nowy wystrój. Nadal, zwłaszcza na północy, występował ornament zwijany i sporadycznie chrząstkowy. Szybko rozpowszechnił się płaski ornament taśmowy. W XVIII wieku coraz częściej stosowany był ornament rokokowy, modelowany w gipsie (sztukateria), inspirowany wzorami francuskimi.

## Kraje północno-zachodnie i zachodnie
Około 1690 roku w Bremie francuski architekt Jean Baptiste Broebes (1660–1733) wzniósł budynek giełdy (niem. Handelsbörse).
Kolejnym prekursorem baroku na tych ziemiach był Paul du Ry (1640–1714), francuski emigrant działający w Hesji. Jego dorobek obejmował: projekt nowej oranżerii dla cysterskiego klasztoru Haydau (w gminie Morschen) (1690), budowę od podstaw Nowego Miasta dla Hugenotów w Kassel (Hofgeismar) – Carlsdorfu (1698–1710) i nowego, protestanckiego kościoła (1704), a także projekt pałacu miejskiego dla landgrafa Karola w Kassel (zrealizowany w 1714 roku). Obecnie w gmachu pałacu mieści się Brüder Grimm-Museum, muzeum z pamiątkami po braciach Grimm.
W Hamburgu działał Ernst Georg Sonnin (1713–1794), który brał udział w odbudowie szeregu budowli. Za najważniejsze z jego przedsięwzięć uważa się projekt odbudowy kościoła św. Michała. Współpracując z Johannem Prey (1700–1757) zbudował protestancki kościół założony na planie centralnym krzyża greckiego z wewnętrzną emporą o fantazyjnie wygiętej linii.

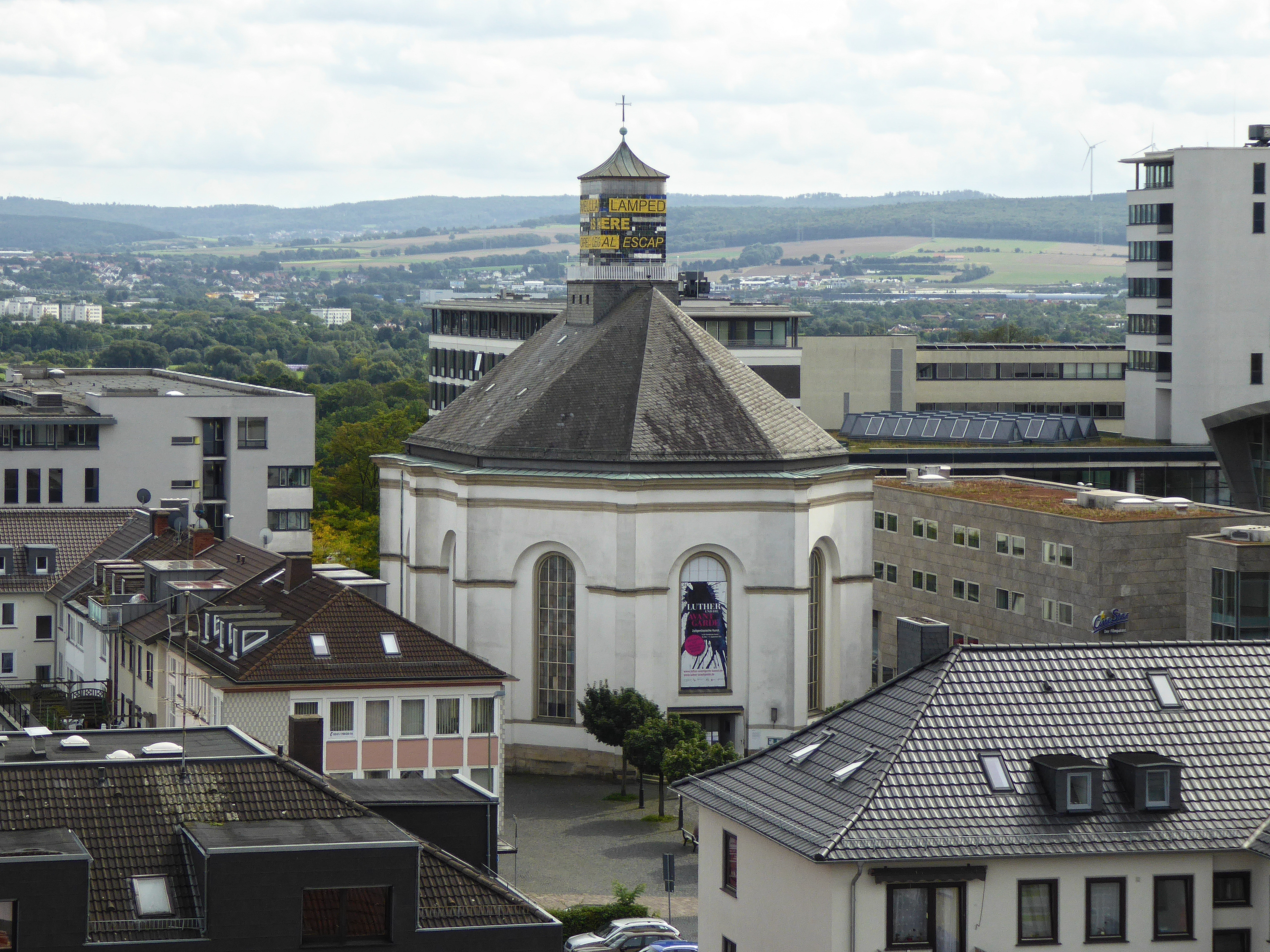
Karlskirche w Kassel, Paul du Ry
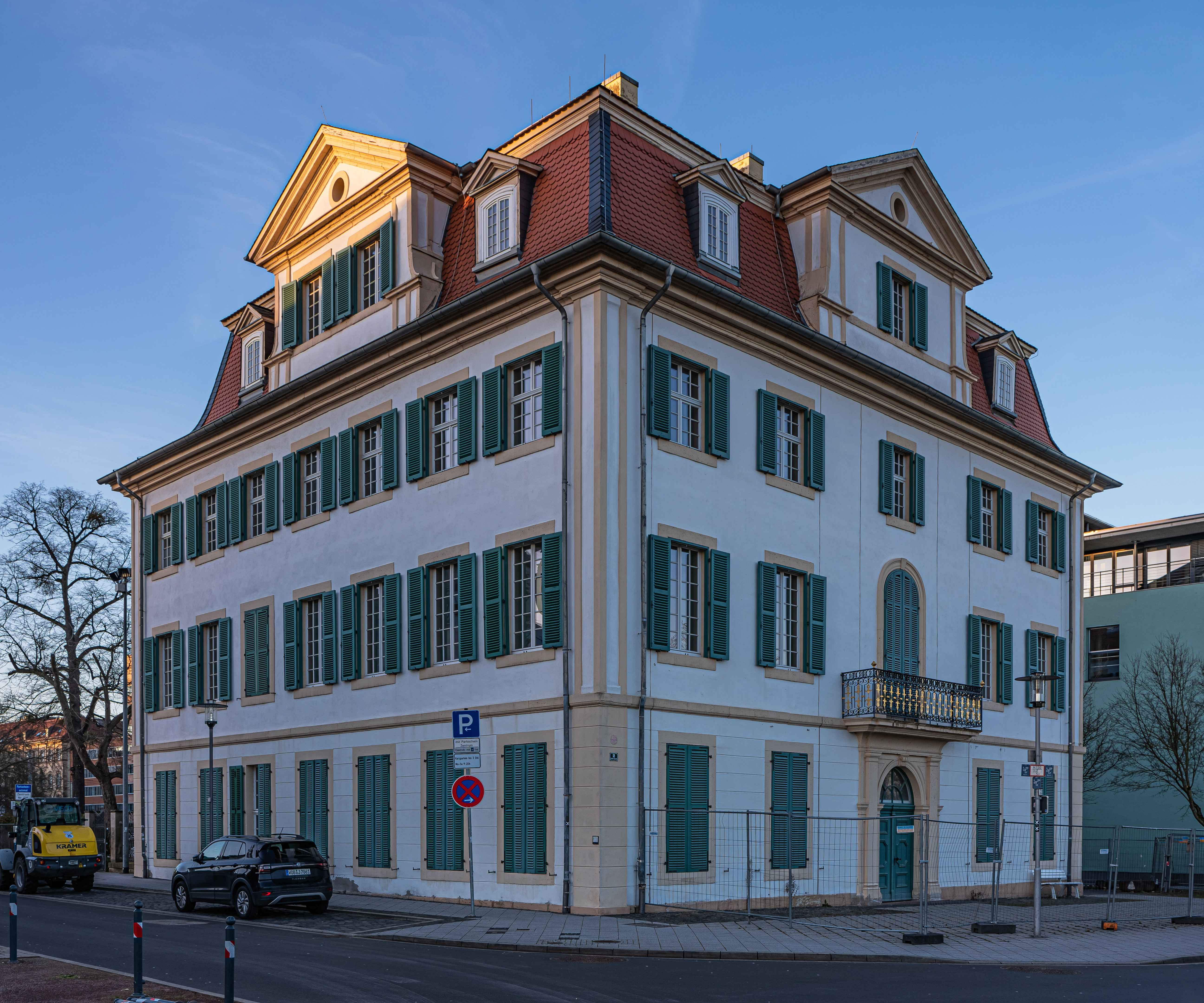
Brüder Grimm-Museum
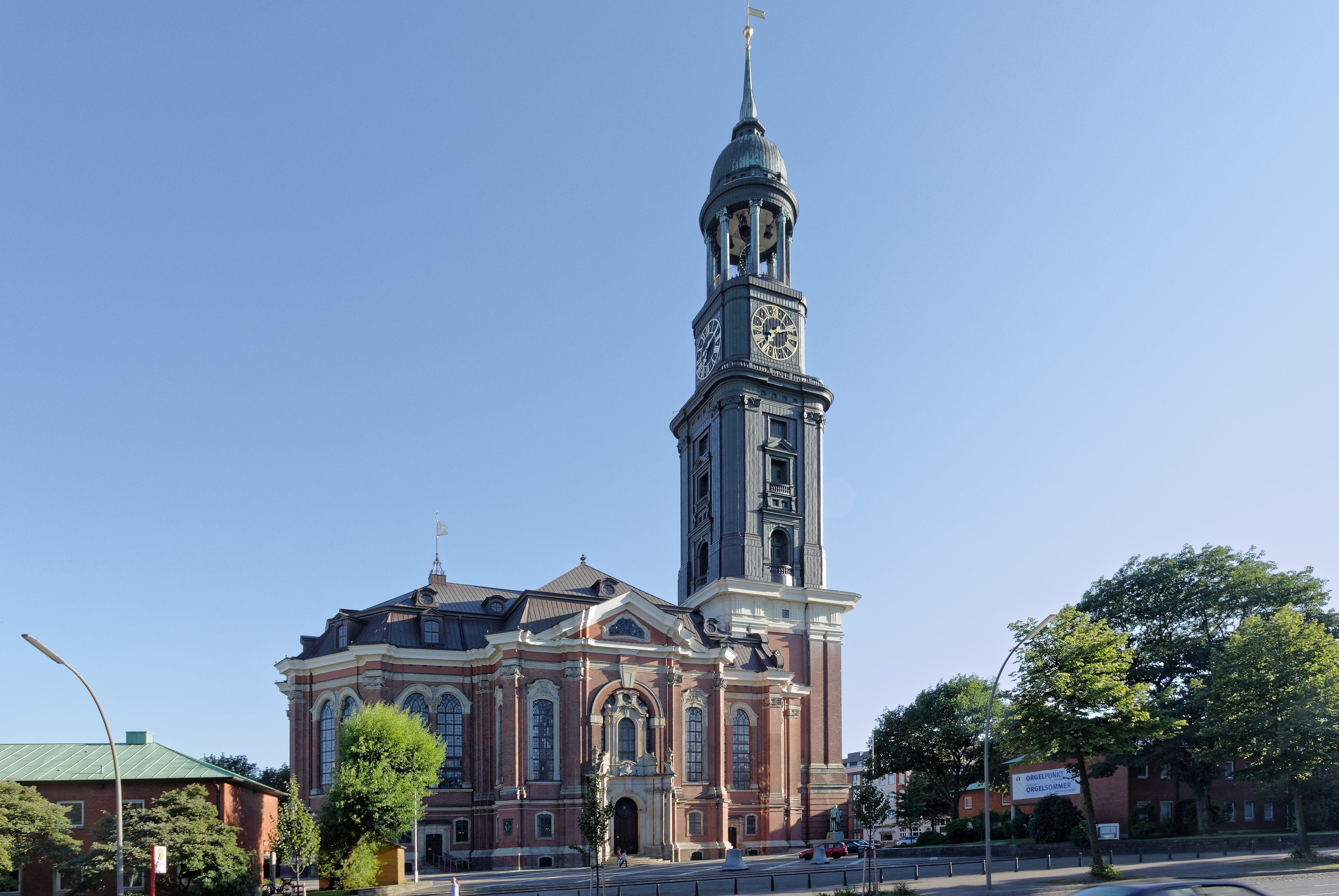
Kościół św. Michała w Hamburgu

## Kraje północno-wschodnie
Pierwsze elementy baroku pojawiły się w architekturze ziemi północno-wschodnich za sprawą przybyszów z Holandii. Największą rolę w Berlinie i jego okolicach odegrali:
- Michael Mathias Smids z Bredy (1626–1692) – architekt holenderski, który współpracował z Johannem Gregorem Memhardtem (1607–1678) przy budowie fortyfikacji, stajni książęcych i wielu innych budynków w Berlinie, a także pałaców w Oranienburgu i Poczdamie.
- Johann Gregor Memhardt z Linzu (1607–1678) – architekt wykształcony w Holandii (przed przyjazdem do Berlina zapoznał się z architekturą holenderską m.in. w Hadze). W Berlinie projektował zamek (obecnie zamek nie istnieje), pracował przy rozbudowie pałacu w Oranienburgu, autor projektu rozbudowy Poczdamu (1661) i projektant pałacu w Poczdamie.
- Johann Arnold Nering (1659–1695) – niemiecki architekt wykształcony w Holandii, współpracownik Memhardta i Smidsa, budował berliński arsenał – Zeughaus (po jego śmierci prace ukończył Andreas Schlüter), pracował przy budowie części fortyfikacji i zamku w Berlinie, zaprojektował oranżerię na terenie Lustgarten (1685), protestancką kaplicę zamkową w Köpenick, plac Gendarmenmarkt, pałac Charlottenburg (Nering projektował od 1695 najstarszą część pałacu, ukończoną w latach 1701–1713 przez Eosandera von Götthe (1669–1728), tzw. Nering-Eosanderbau), pracował przy rozbudowie starego zamku w Poczdamie.

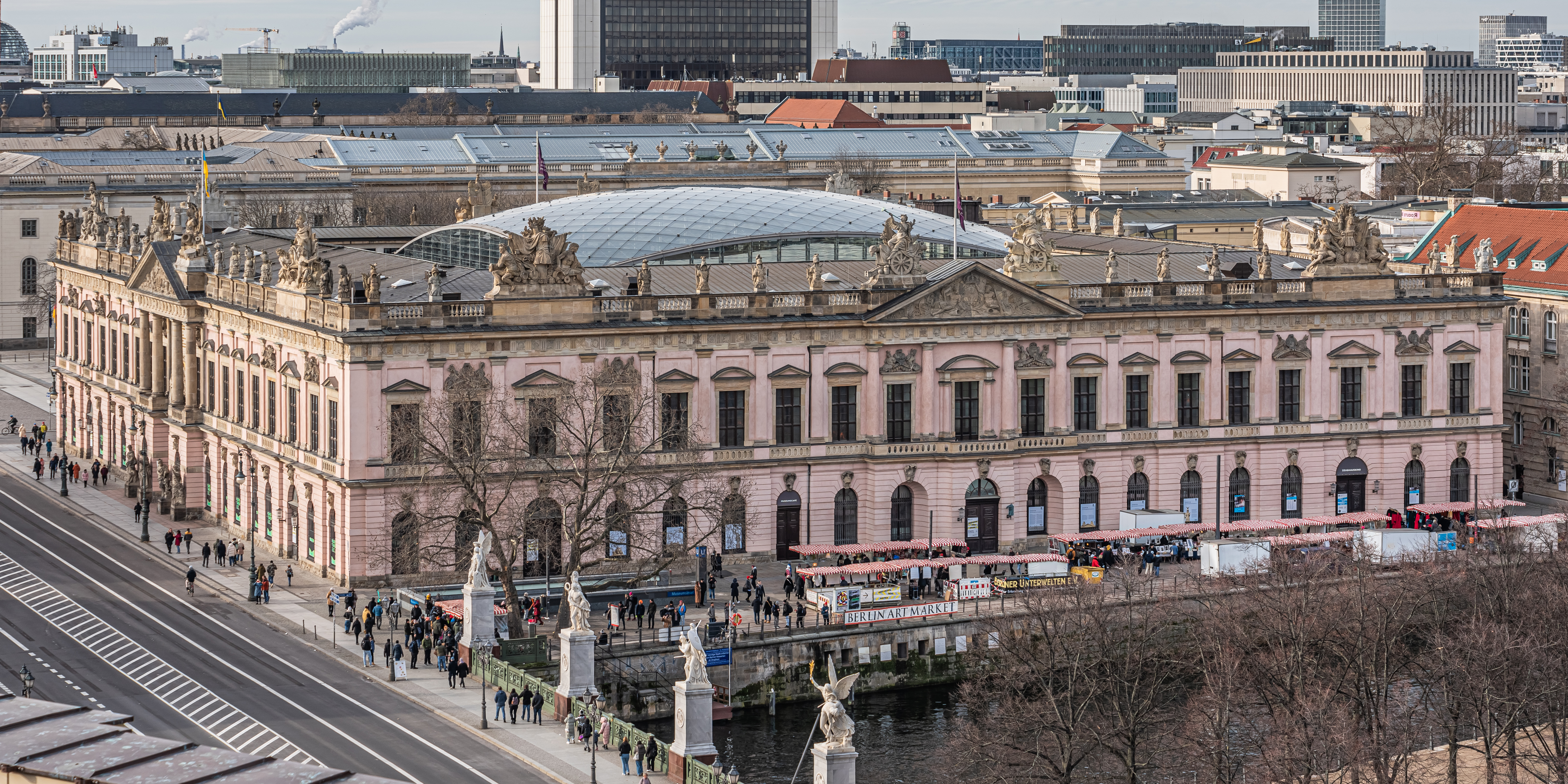
Berlinski arsenal – Zeughaus, Johann Arnold Nering
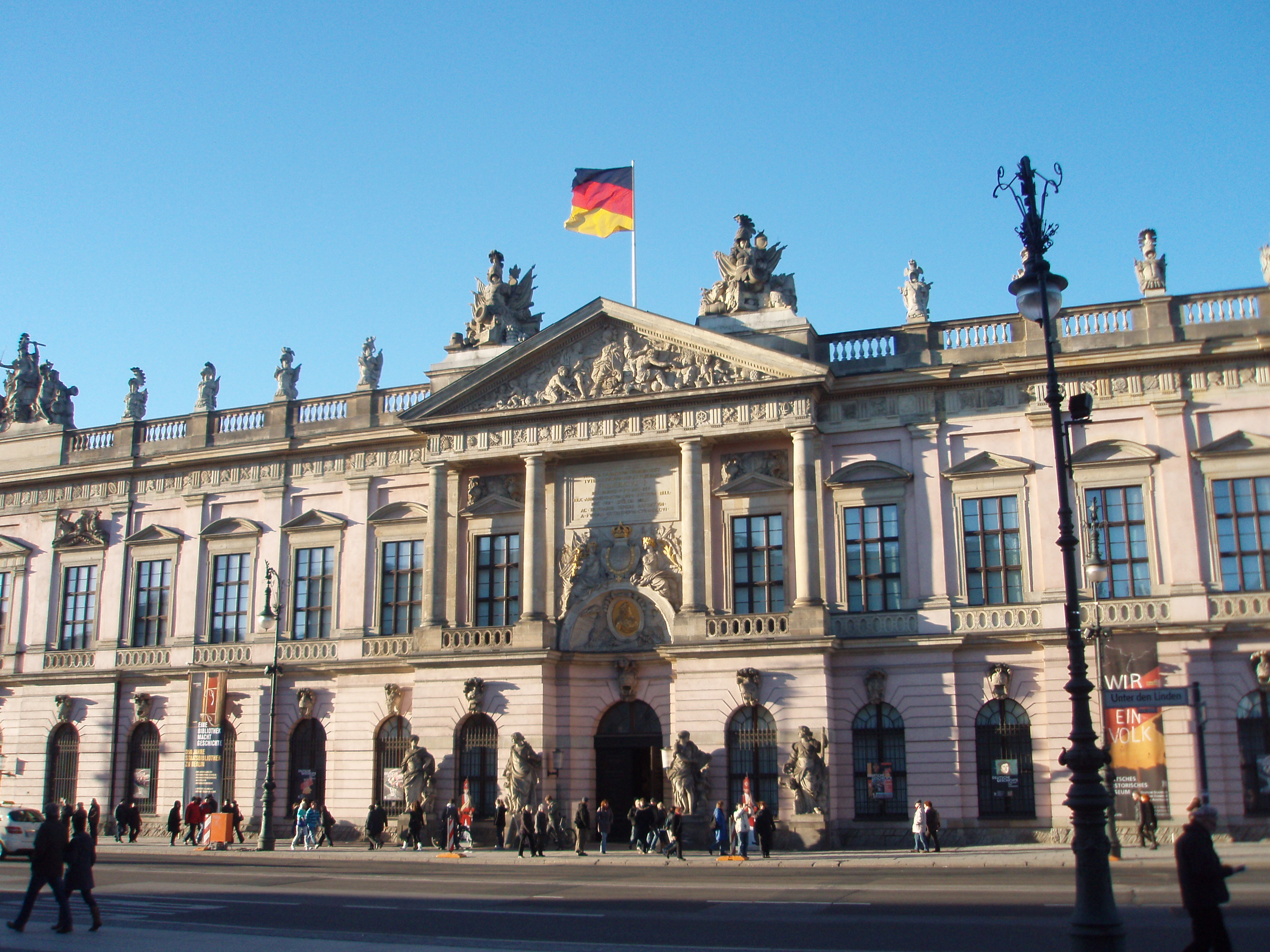
Berlinski arsenal – Zeughaus, Johann Arnold Nering
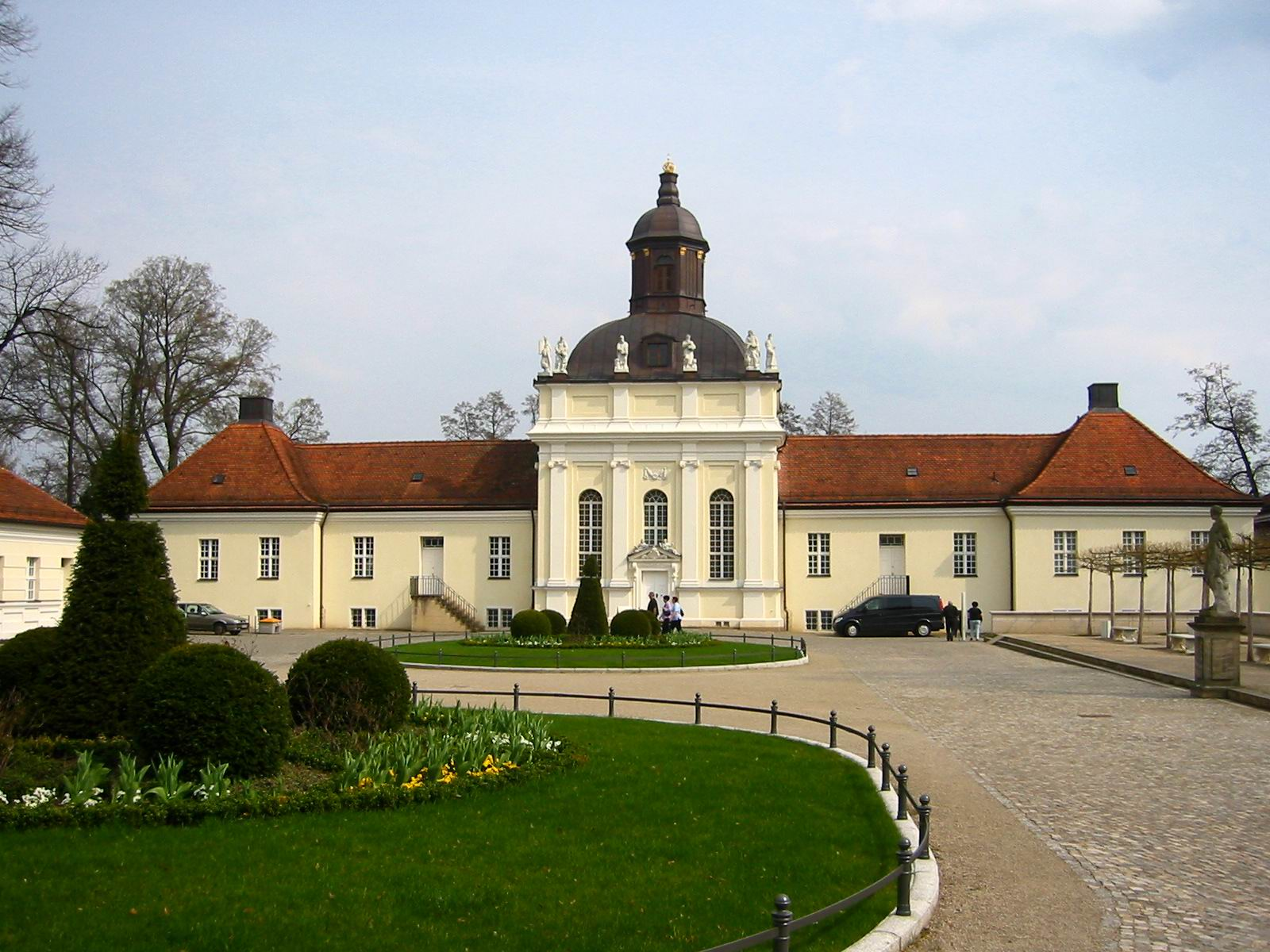
Kaplica zamkowa w Köpenick, Johann Arnold Nering

- Andreas Schlüter (1660–1664) – niemiecki architekt i rzeźbiarz, który początkowo współpracował z Neringiem przy budowie berlińskiego arsenału (jego dziełem jest rzeźbiarska dekoracja budynku, m.in. cykl Umierający wojownicy, 1696), projektant gmachu Alte Post (1701–1704) w Berlinie.
- Georg Wenzeslaus von Knobelsdorff (1699–1753) – niemiecki architekt i malarz, twórca późnobarokowych dzieł o spokojnej, klasycyzującej bryle i rokokowych wnętrzach. Jego najważniejsze prace to: gmach berlińskiej opery (1741), pałace w Charlottenburgu (1740–1742) i w Rheinsbergu, pałac Sanssouci (1745–1747) i pałac w Poczdamie (z kompleksu zachował się jedynie budynek stajni królewskich).

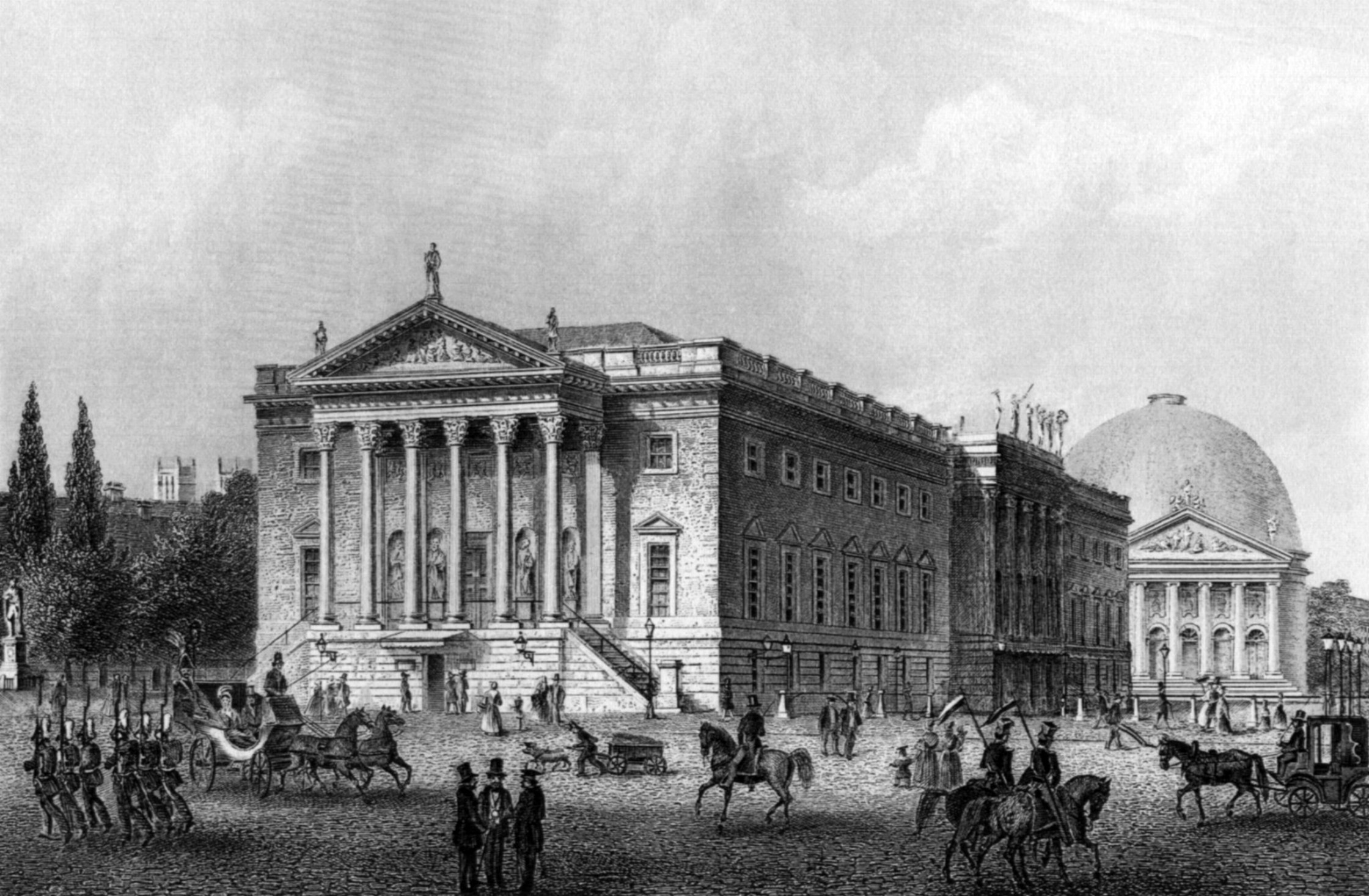
Opera Berlińska i Katedra św. Jadwigi w 1850 r.
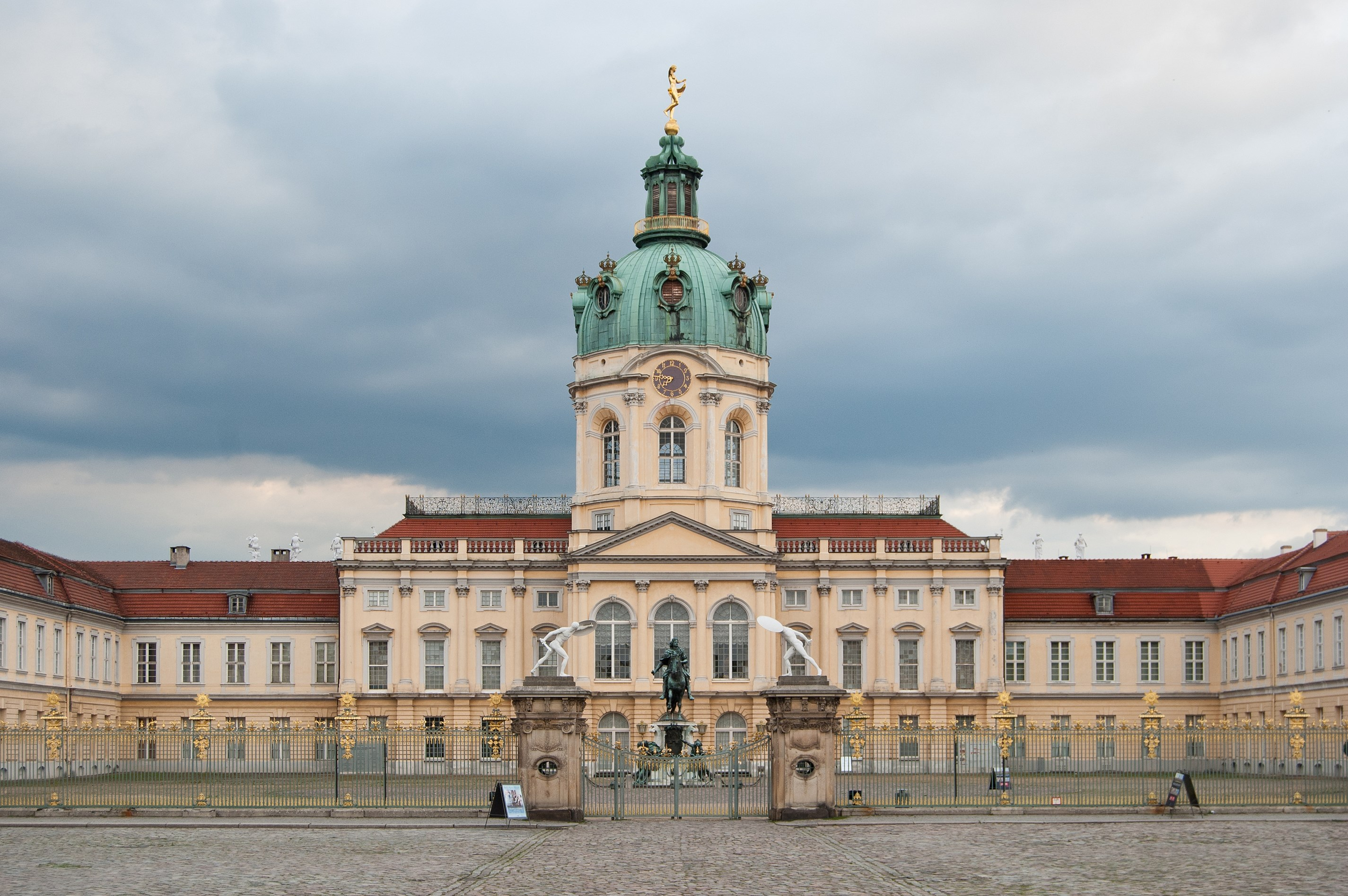
Pałac Charlottenburg, Georg Wenzeslaus von Knobelsdorff
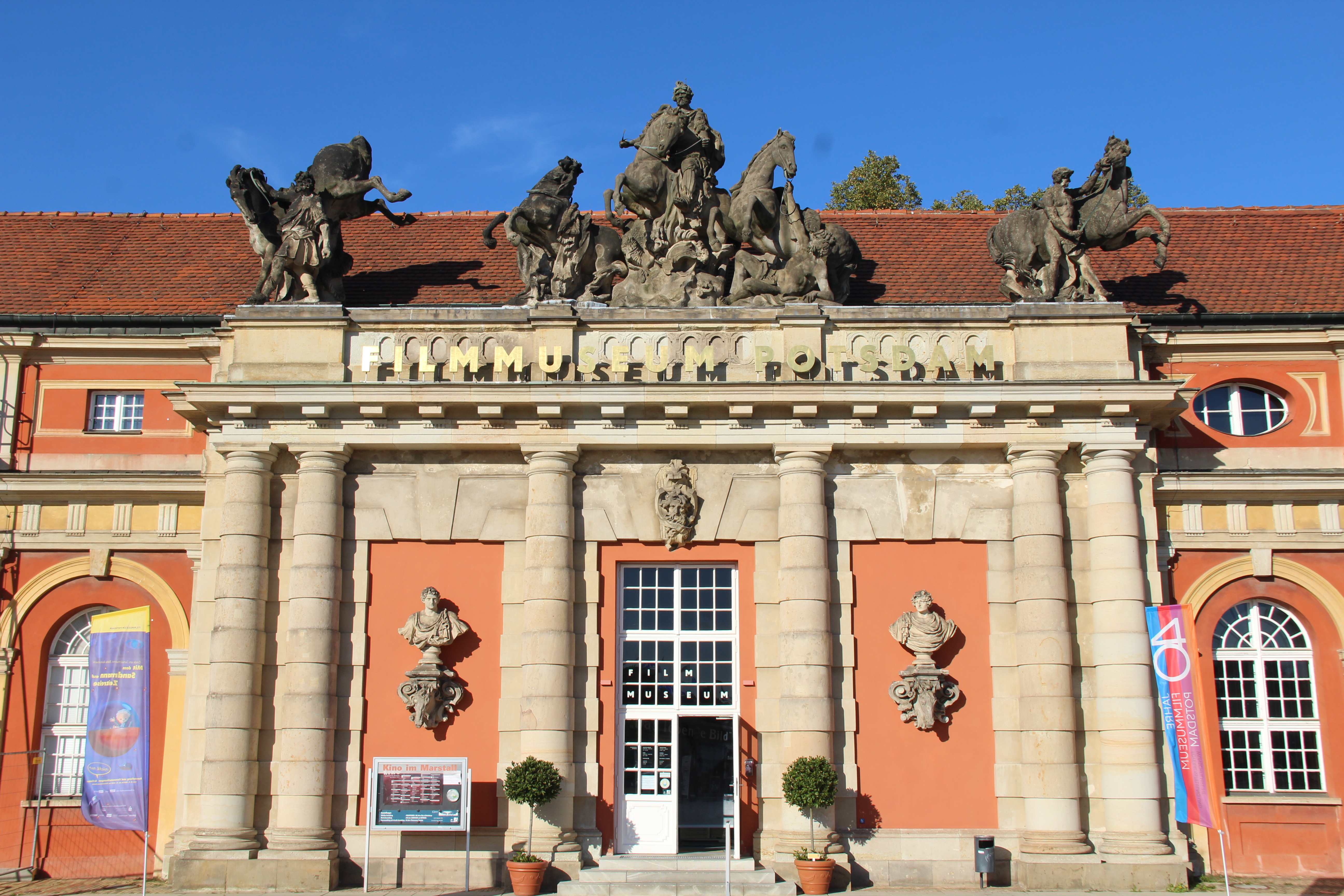
Stary Zamek w Poczdamie – Stajnie Królewskie, Georg Wenzeslaus von Knobelsdorff
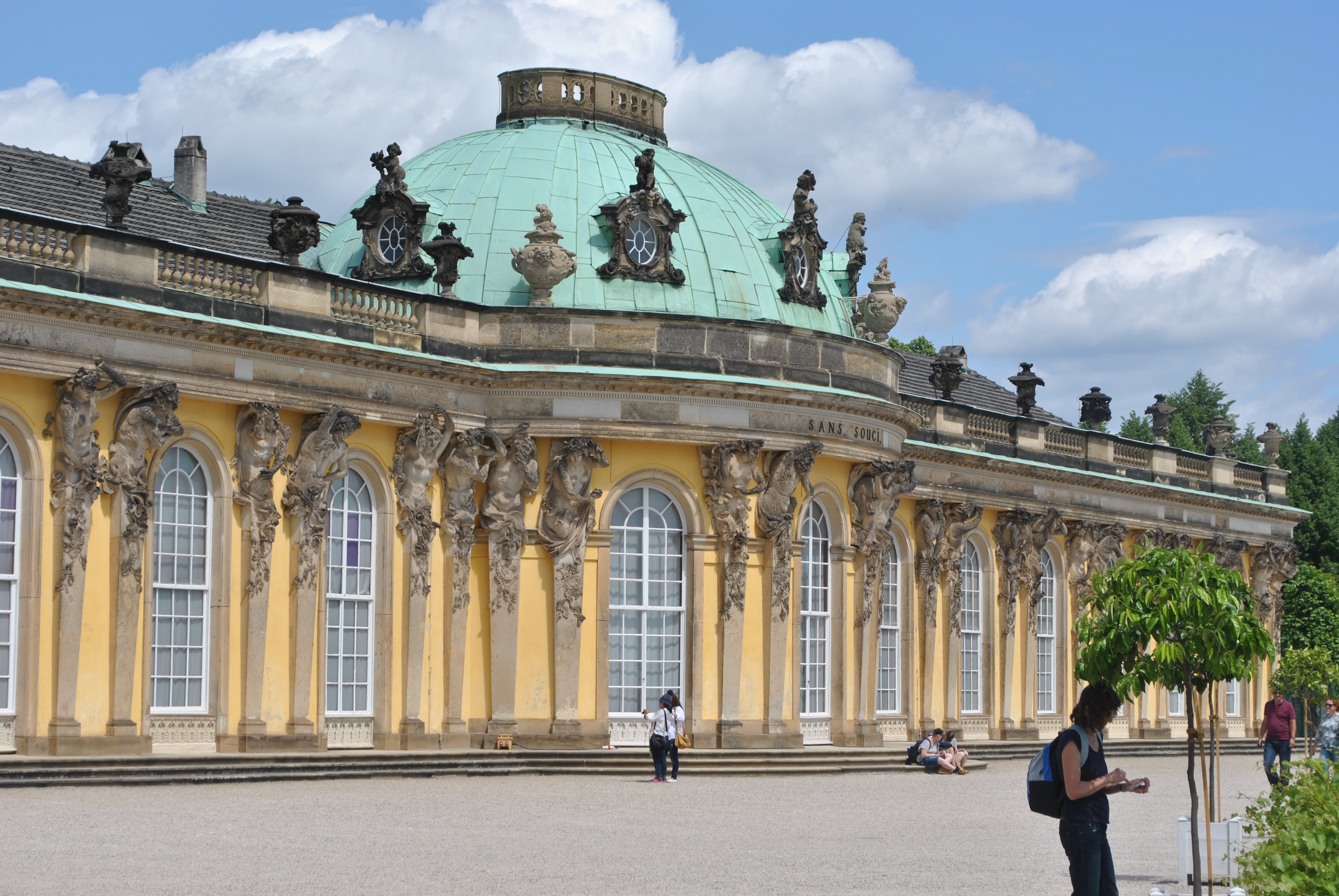
Pałac Sanssouci – rokokowa elewacja, Georg Wenzeslaus von Knobelsdorff

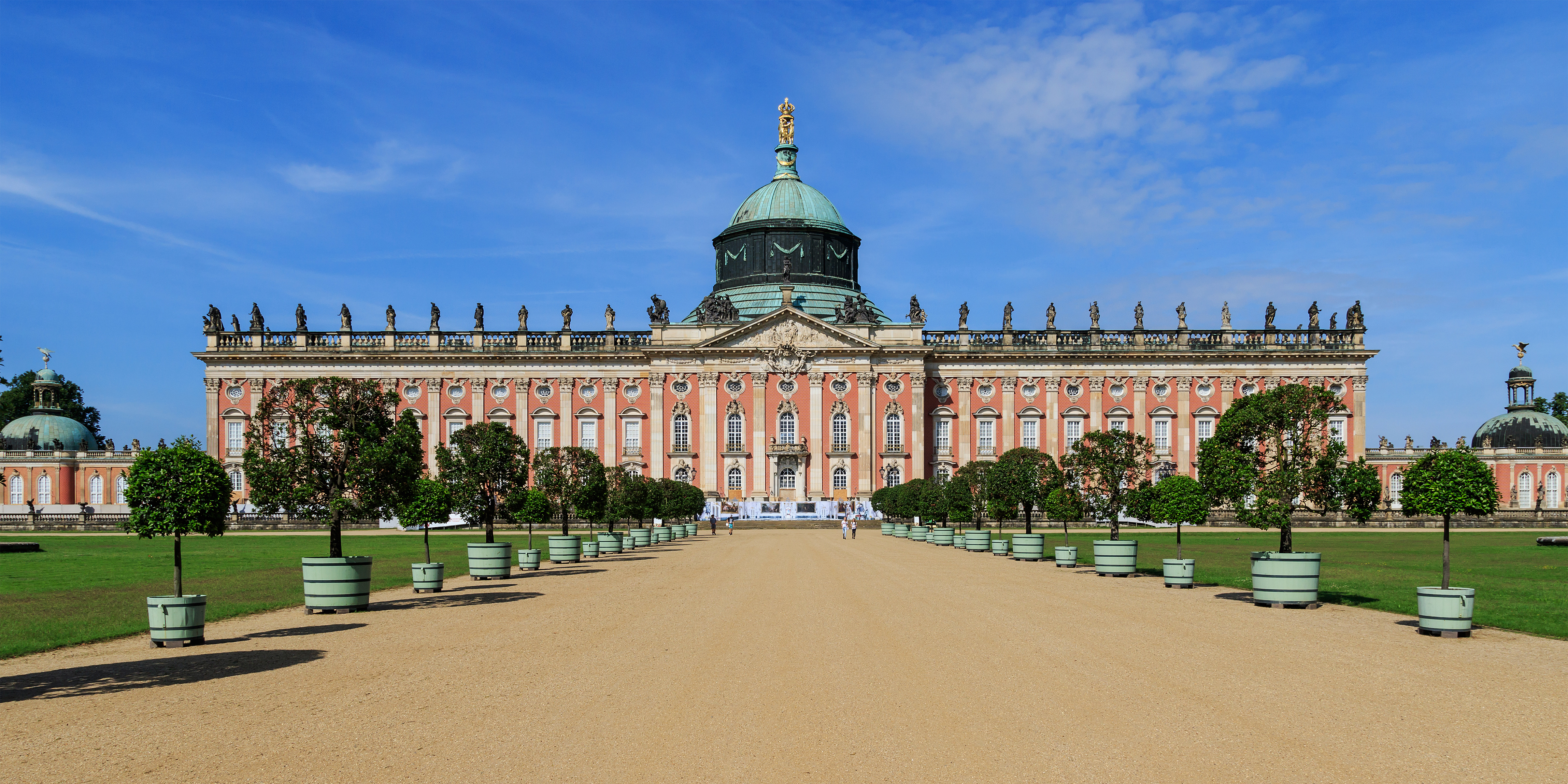
Nowy Pałac w Sanssouci, Johann Gottfried Büring

- Johann Gottfried Büring (1723–1788) – niemiecki budowniczy działający pod koniec okresu rokoko, brał udział przy budowie niektórych budynków w kompleksie Sanssouci, np. pawilonu chińskiego, Nowego Pałacu oraz Galerii Malarstwa.

## Kraje południowe
Architektura baroku w południowej części Niemiec prezentuje się znacznie bogaciej niż na północy. Powstały tu dzieła, w których odzwierciedlają się wpływy architektury włoskiej szkoły Borrominiego, Berniniego i jezuickiej architektury sakralnej, a także francuskiej architektury zespołów pałacowo-parkowych. Wystrój wnętrz został zdominowany francuskim rokoko, które także wpłynęło na ukształtowanie architektonicznej bryły budowli i jej rzeźbiarską dekorację. Na zlecenie arystokracji świeckiej i kościelnej pracowali architekci włoscy i francuscy. Oprócz nich, w dość krótkim czasie pojawiło się wielu znanych artystów pochodzenia niemieckiego. Do najbardziej znanych należą:
- Enrico Zuccalli (1642–1724) – szwajcarski architekt, jednym z pierwszych reprezentantów baroku na południu Niemiec. Od 1663 roku pracował wraz z bolońskim architektem Agostino Barellim (1626–1697) przy budowie kościoła Teatynów w Monachium. Do projektu Barelliego dodał dwie wieże od frontu i kopułę nad skrzyżowaniem naw. Pracował przy rozbudowie monachijskich pałaców Nymphenburg (wraz z Giovannim Viscardim, najstarszą część pałacu zbudował Barelli) i Schleissheim oraz rezydencji elektorów kolońskich w Bonn (Kurfürstliches Schloss, obecnie budynek Uniwersytecki). Sporządził także plany przebudowy klasztoru w Ettal (na ich podstawie odbudowano zniszczony pożarem klasztor po śmierci architekta).

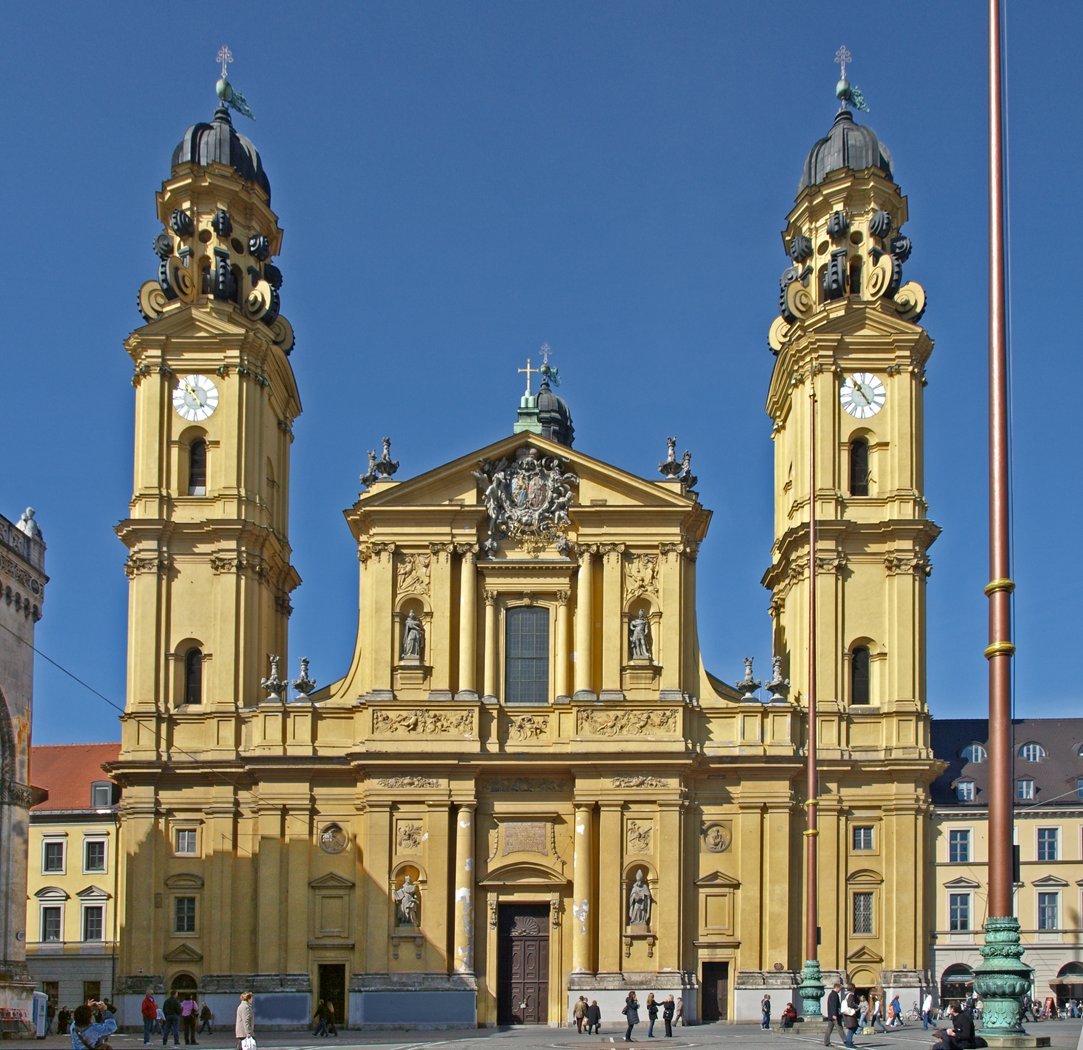
Kościół Teatynów w Monachium, Enrico Zuccalli
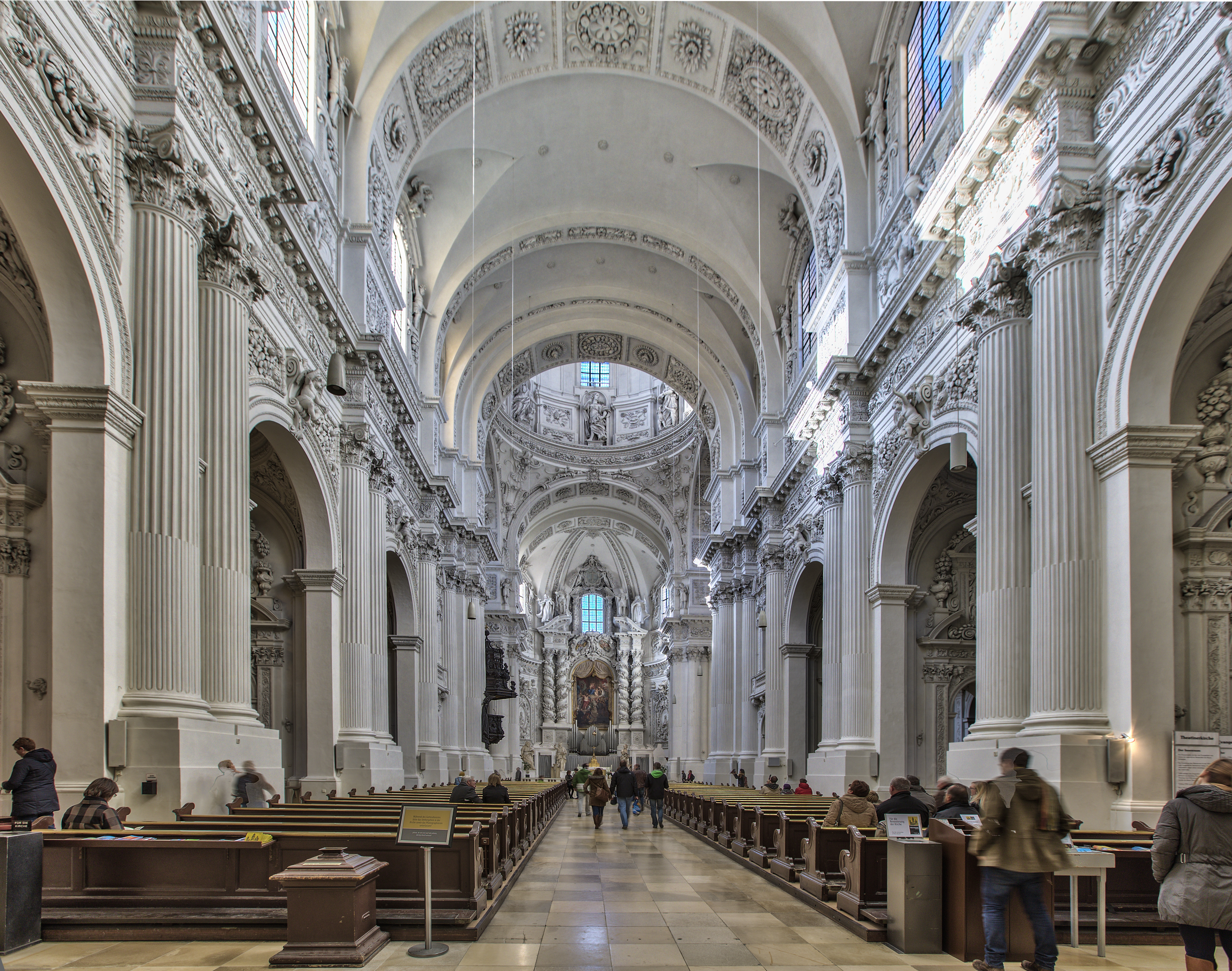
Wnętrze kościoła Teatynów w Monachium
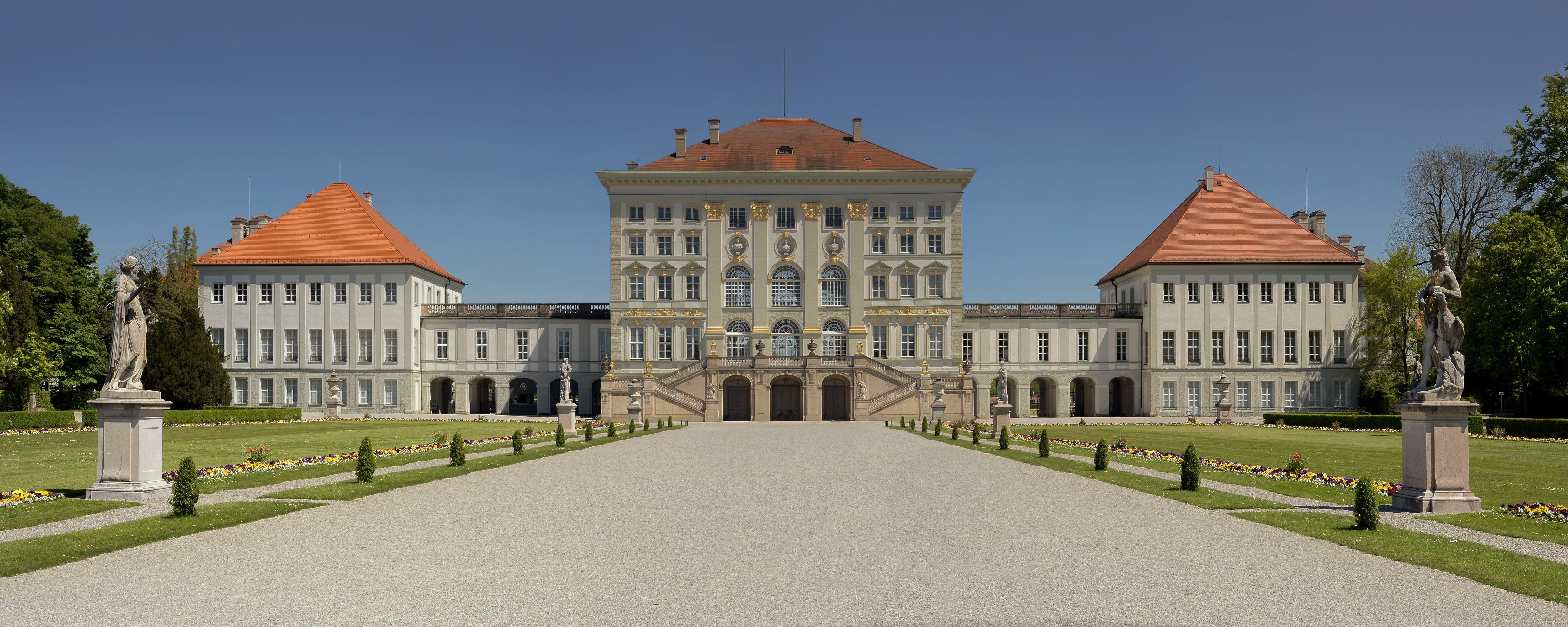
Pałac Nymphenburg, Enrico Zuccalli
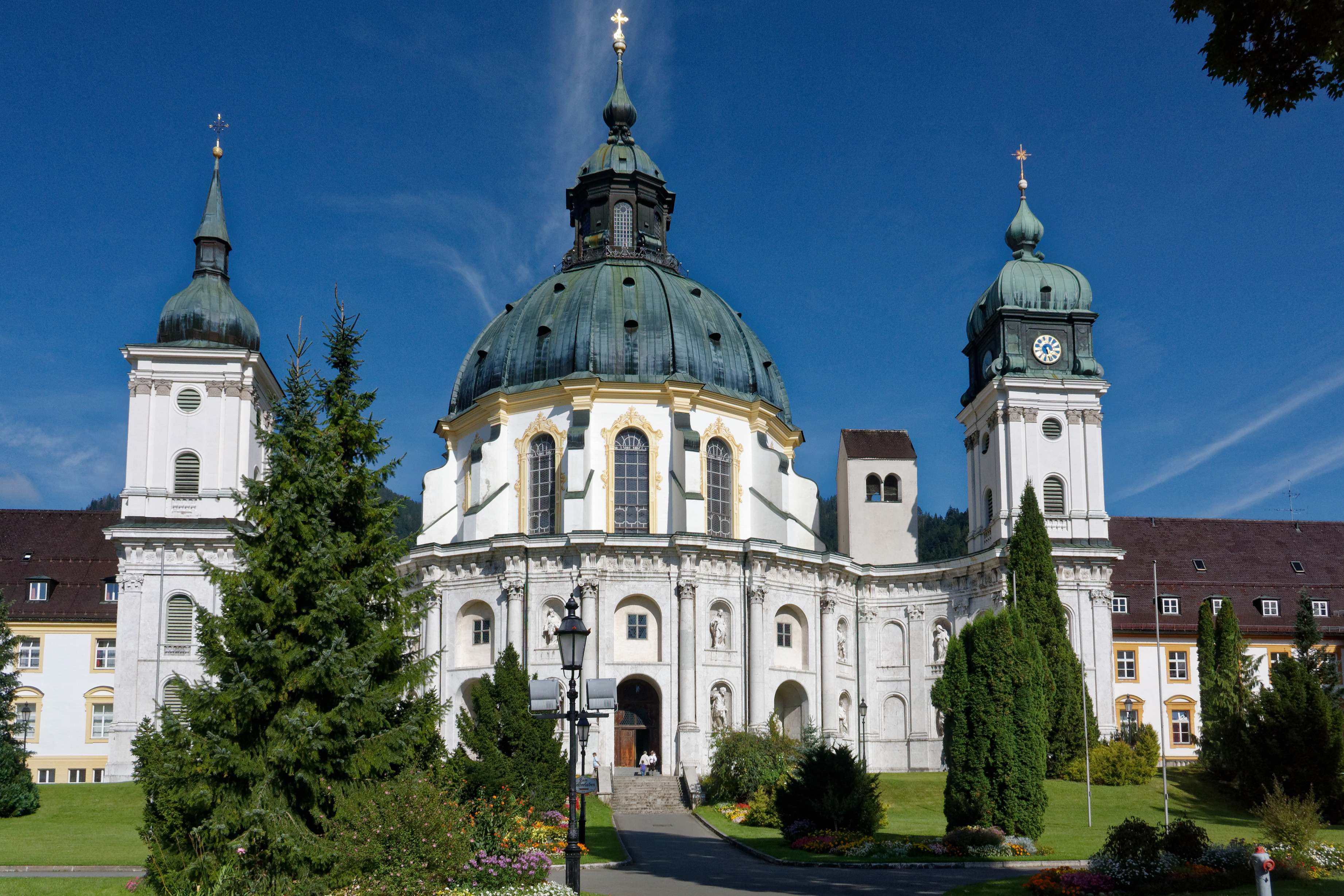
Klasztor Ettal, Enrico Zuccalli

- Giovanni Antonio Viscardi (1645–1713) – włoski architekt zatrudniony na dworze bawarskim. W jego pracach wyraźnie widoczne są wpływy szkoły Borrominiego. Uczestniczył przy realizacji prac Enrico Zuccalliego. Kierował przebudową cysterskiego klasztoru Fürstenfeld. Najciekawszą jego pracą jest projekt kościoła św. Trójcy w Monachium (1711–1718). Zastosował tu kopułę bez bębna, konstrukcję, która rozpowszechniła się na południu Niemiec.

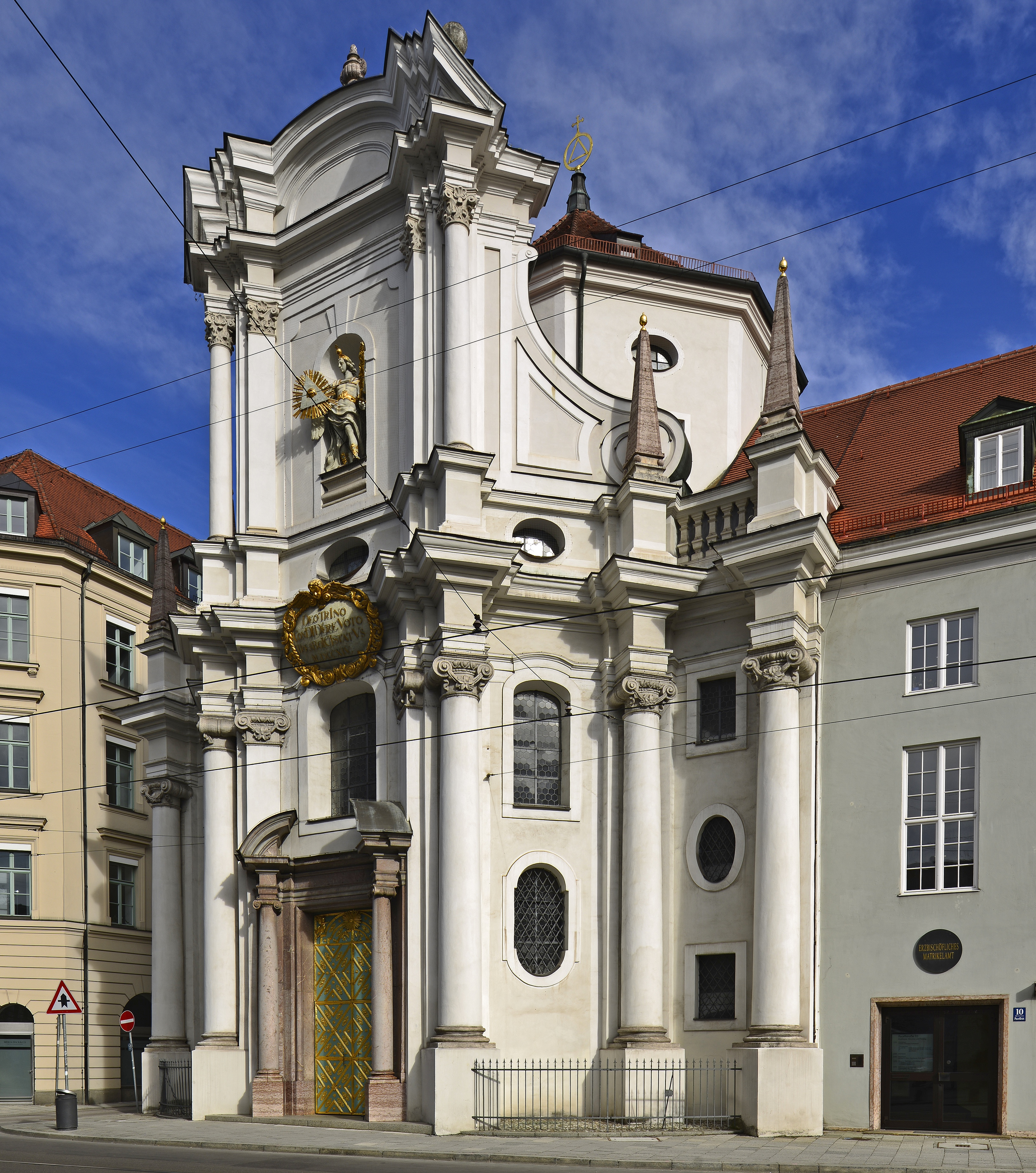
Kościół Świętej Trójcy w Monachium, Giovanni Antonio Viscardi
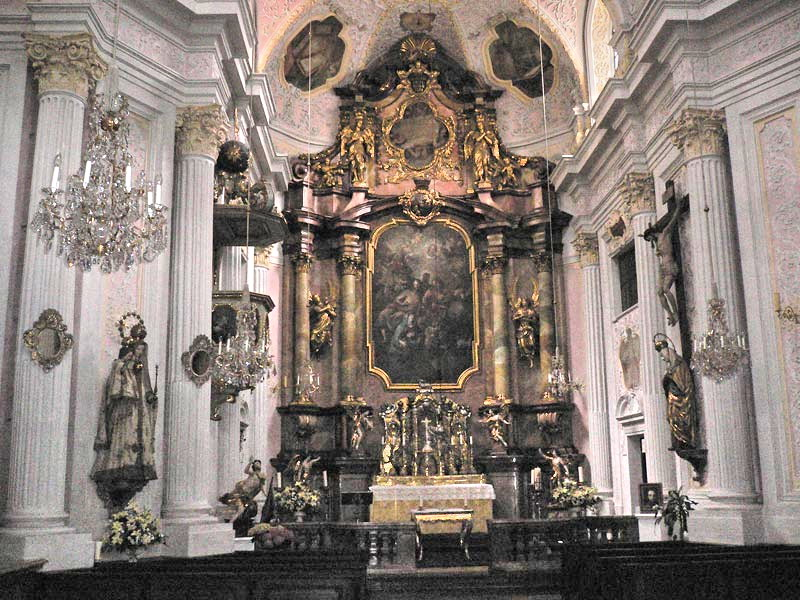
Wnętrze kościoła Świętej Trójcy w Monachium
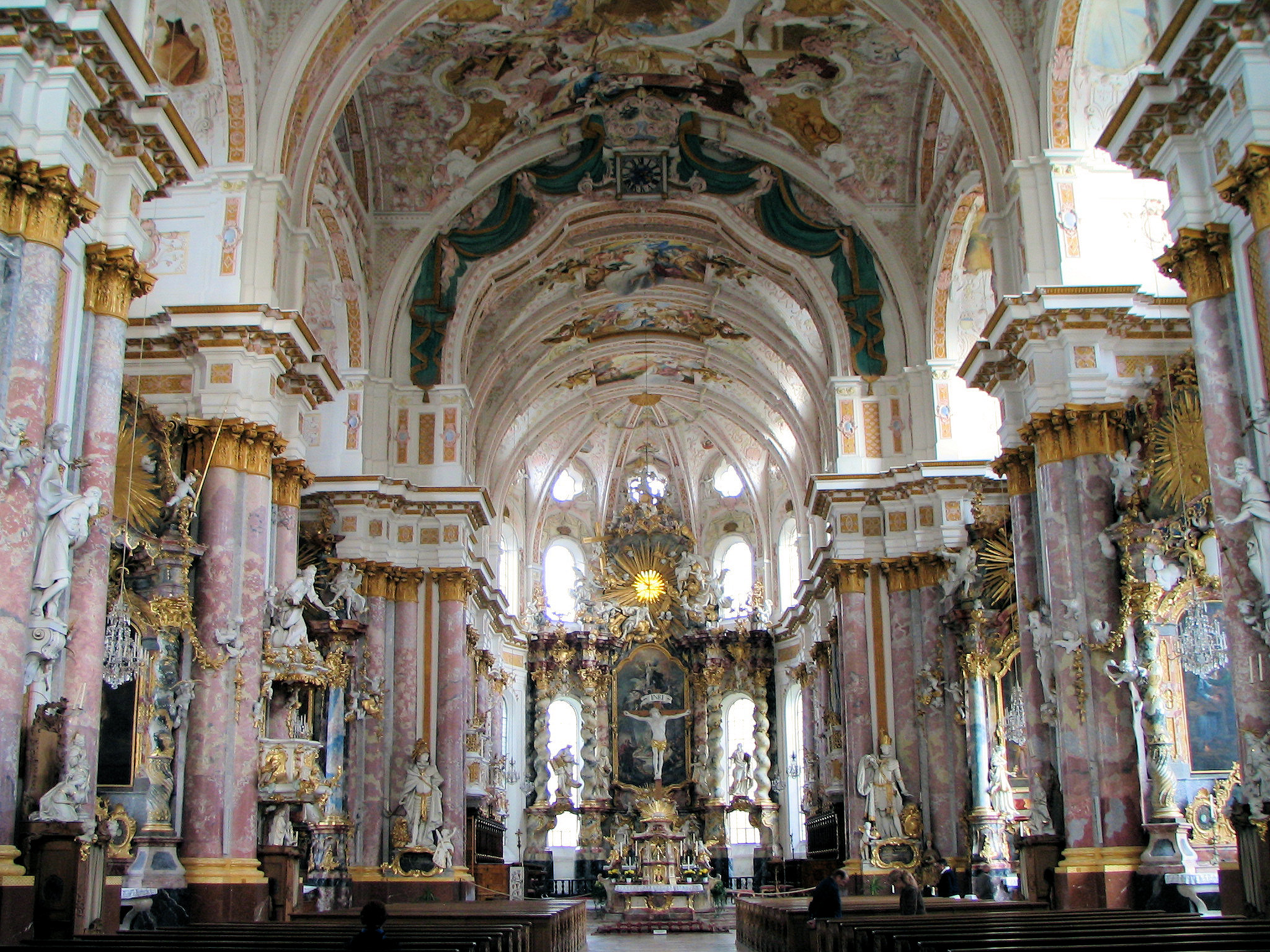
Klasztor Fürstenfeld, Giovanni Antonio Viscardi – wnętrze kościoła

- rodzina Dientzenhoferów, bawarskich architektów i budowniczych, pracujących nie tylko w Niemczech, ale także na terenie Czech i Austrii:
  - Georg Dientzenhofer (1643–1689) – wprowadził do budownictwa sakralnego na południu Niemiec innowacyjne rozwiązania oparte na planie centralnym. Zaprojektował kaplicę odpustową Trójcy Świętej w Waldsassen na rzucie trójkąta równobocznego z przylegającymi do jego boków trzech półkoli. Wnętrze kościoła obiega niskie obejście a bryłę akcentują wysokie i smukłe wieże zlokalizowane w wierzchołkach trójkąta. Z bratem Leonardem pracował przy budowie kościoła św. Marcina w Bambergu, którego architektura wzorowana jest na rzymskim Il Gesù.
  - Johann Dientzenhofer (1663–1726) – projektował kościoły, w których śmiało konstruowane, elipsoidalne sklepienia przenikały się. Przykładem takiej budowli jest kościół w Banz w Bad Staffelstein (powiat Lichtenfels). Inne jego dzieła to: katedra i pałac w Fuldzie, pałac w Kleinheubach, pałac Weißenstein w Pommersfelden, kościół w Litzendorfie.
  - Leonhard Dientzenhofer (1660–1707) – uczestniczył w rozbudowie benedyktyńskich opactw w Banz i św. Michała w Bambergu oraz nowego pałacu biskupa w Bambergu (do renesansowej rezydencji dobudował dwa skrzydła).

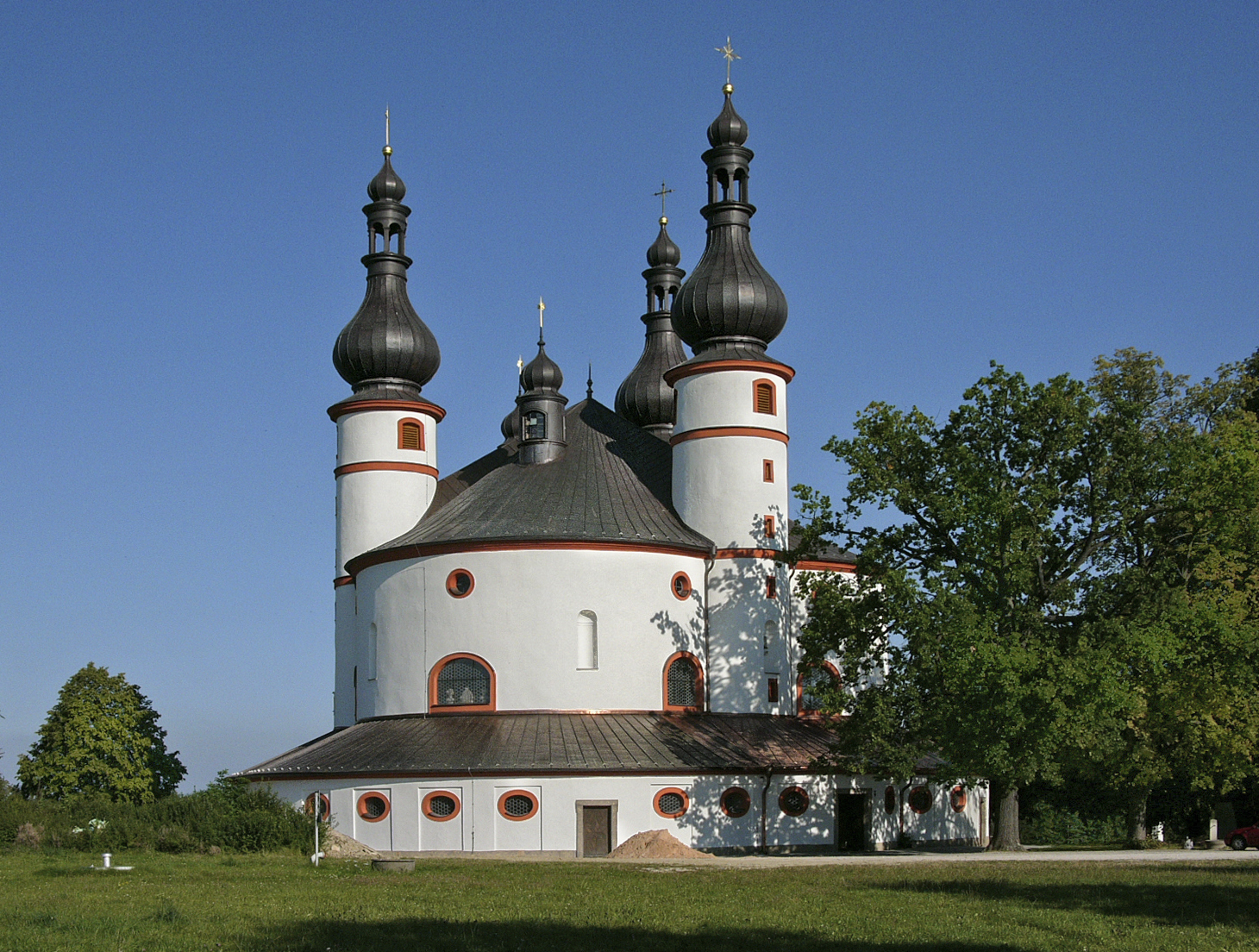
Kaplica Trójcy Świętej w Waldsassen, Georg Dientzenhofer
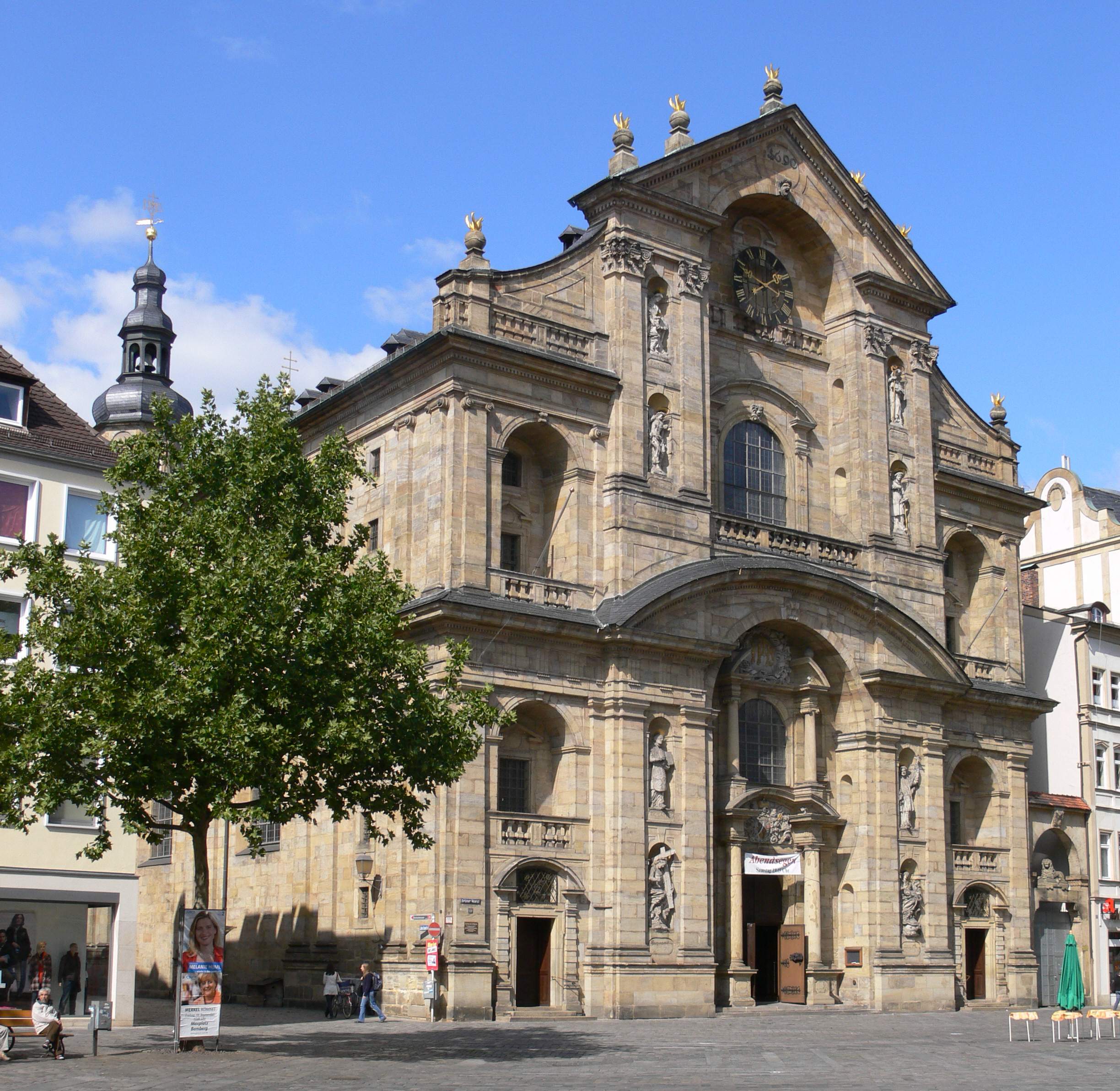
Fasada kościoła św. Marcina w Bambergu, Johann Dientzenhofer
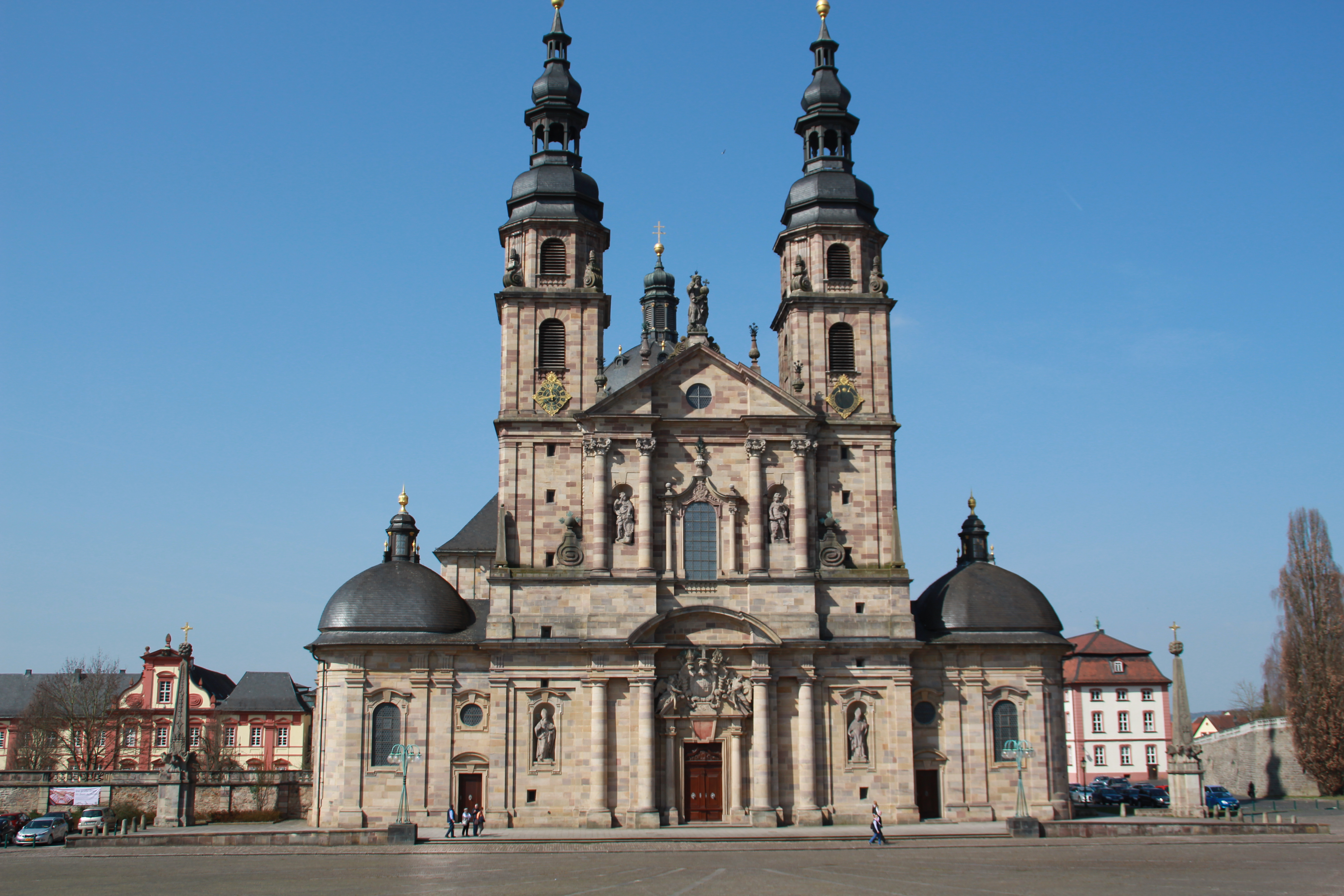
katedra w Fuldzie, Johann Dientzenhofer
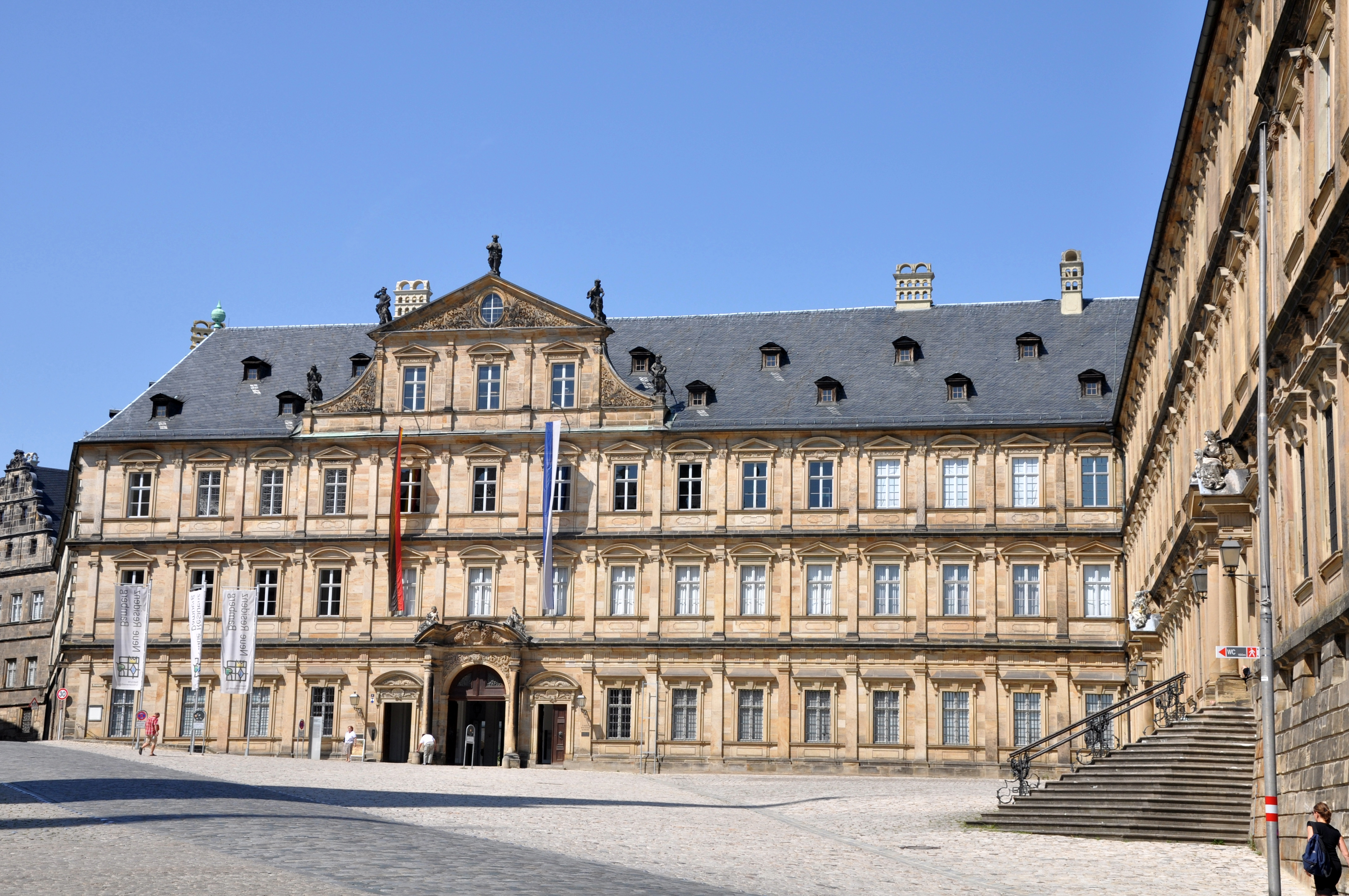
Pałac biskupi w Bambergu, Leonard Dientzenhofer

- Balthasar Neumann (1687–1753) – niemiecki architekt z okresu późnego baroku, pracował przy budowie i rozbudowie wielu kościołów, opactw i zamków np. pałacu w Bruchsal, pałacu Augustusburg w Brühl, dla którego zaprojektował klatkę schodową, kościołów w Gößweinstein, kościoła opactwa w Neresheim (jednonawowego w układzie podłużnym o przęsłach przykrytych owalnymi sklepieniami), klasztoru i kościoła benedyktyńskiego w Münsterschwarzach w Schwarzach am Main, powiat Kitzingen, opactwa w Banz, w Schöntal, kościoła pielgrzymkowego Czternastu Wspomożycieli w Vierzehnheiligen (jednonawowy, ze sklepieniami na planie koła i owalu) Dom pod Sokołem – Falkenhause w Würzburgu (z elewacją o bogatej, rokokowej dekoracji), pałac Poppelsdorfer w Bonn. Najbardziej znane jego projekty to rezydencja biskupia i kaplica rodziny Schönborn przy katedrze w Würzburgu.

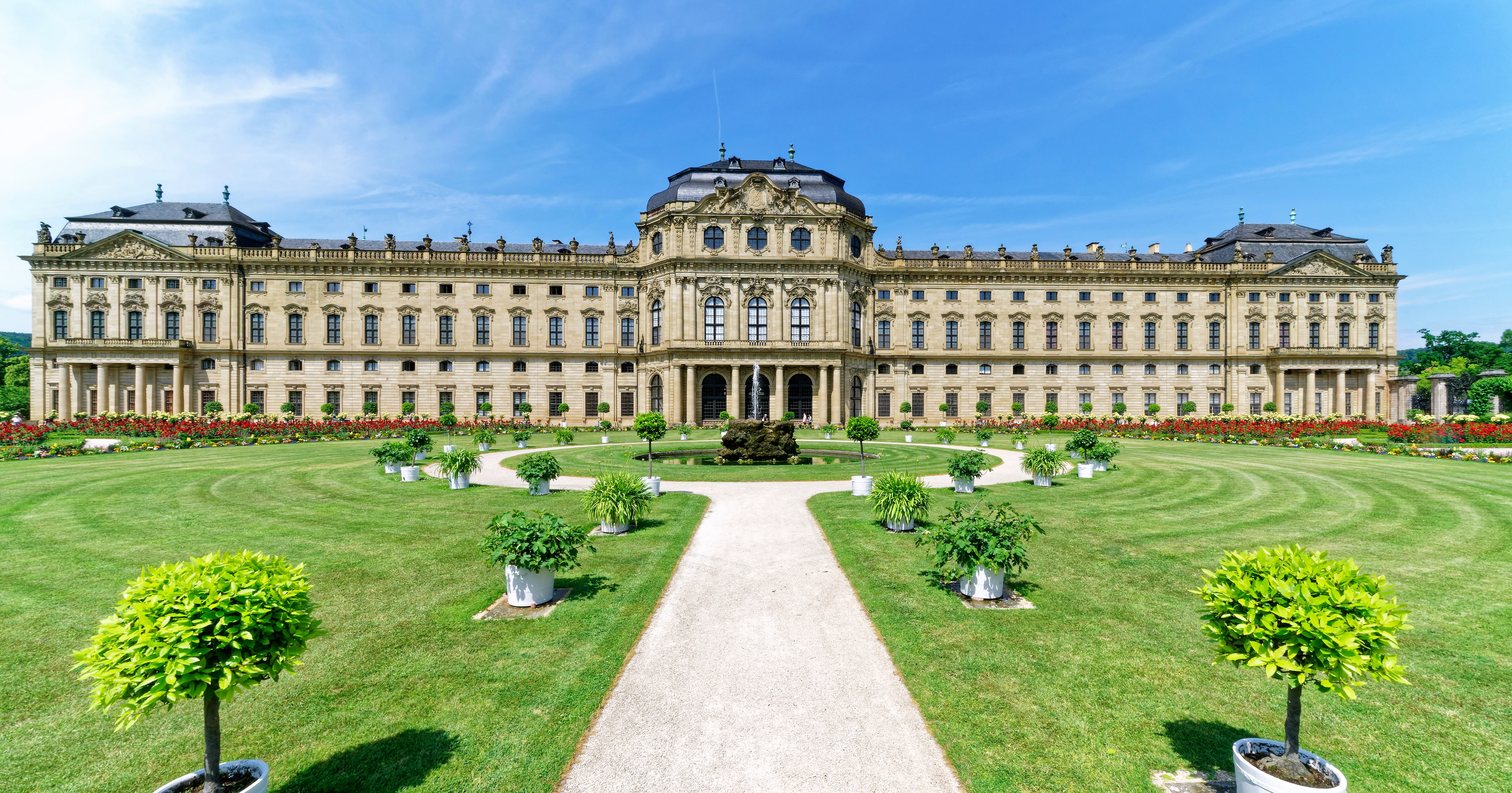
Rezydencja w Würzburgu, Balthasar Neumann
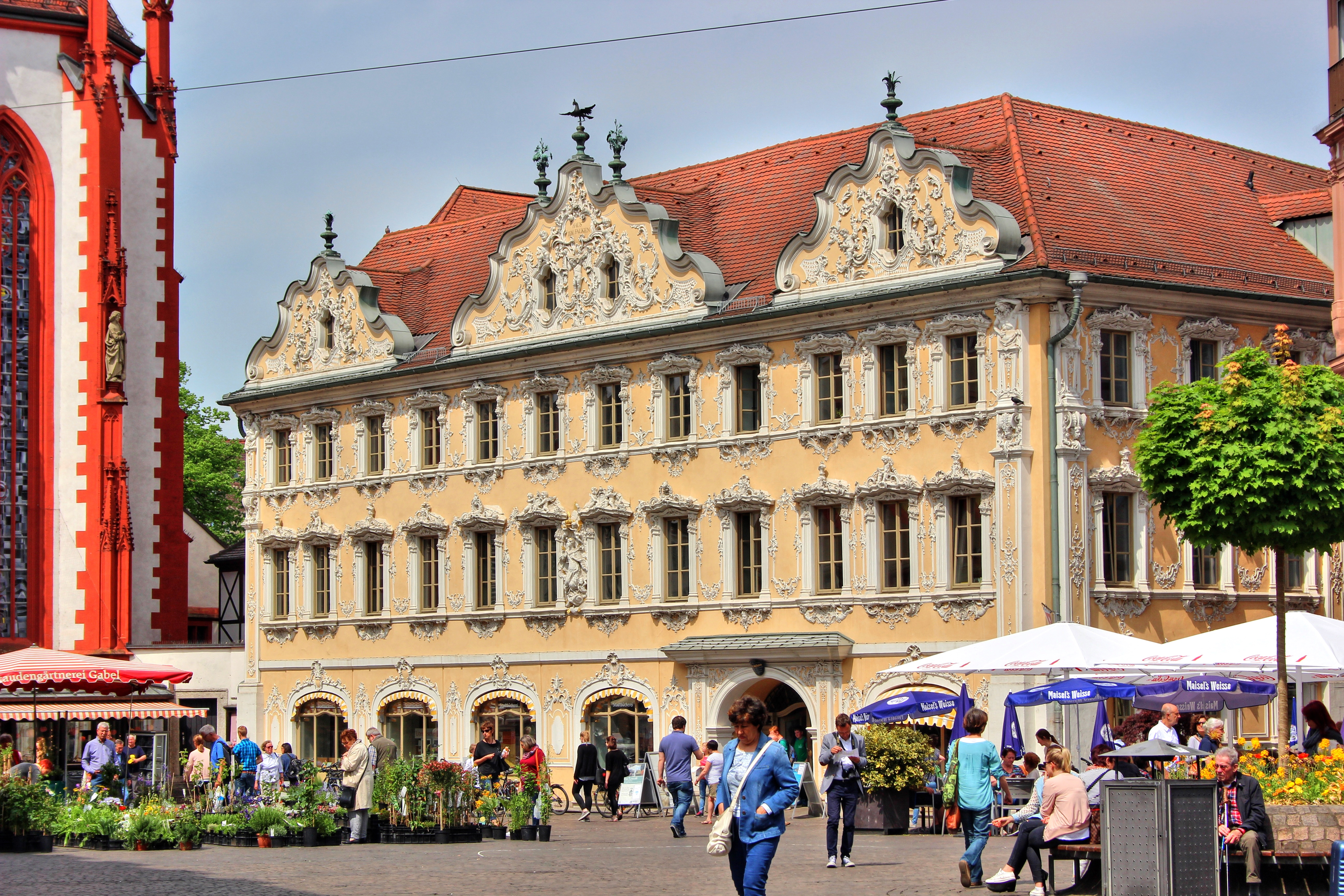
Dom pod Sokołem w Würzburgu, Balthasar Neumann
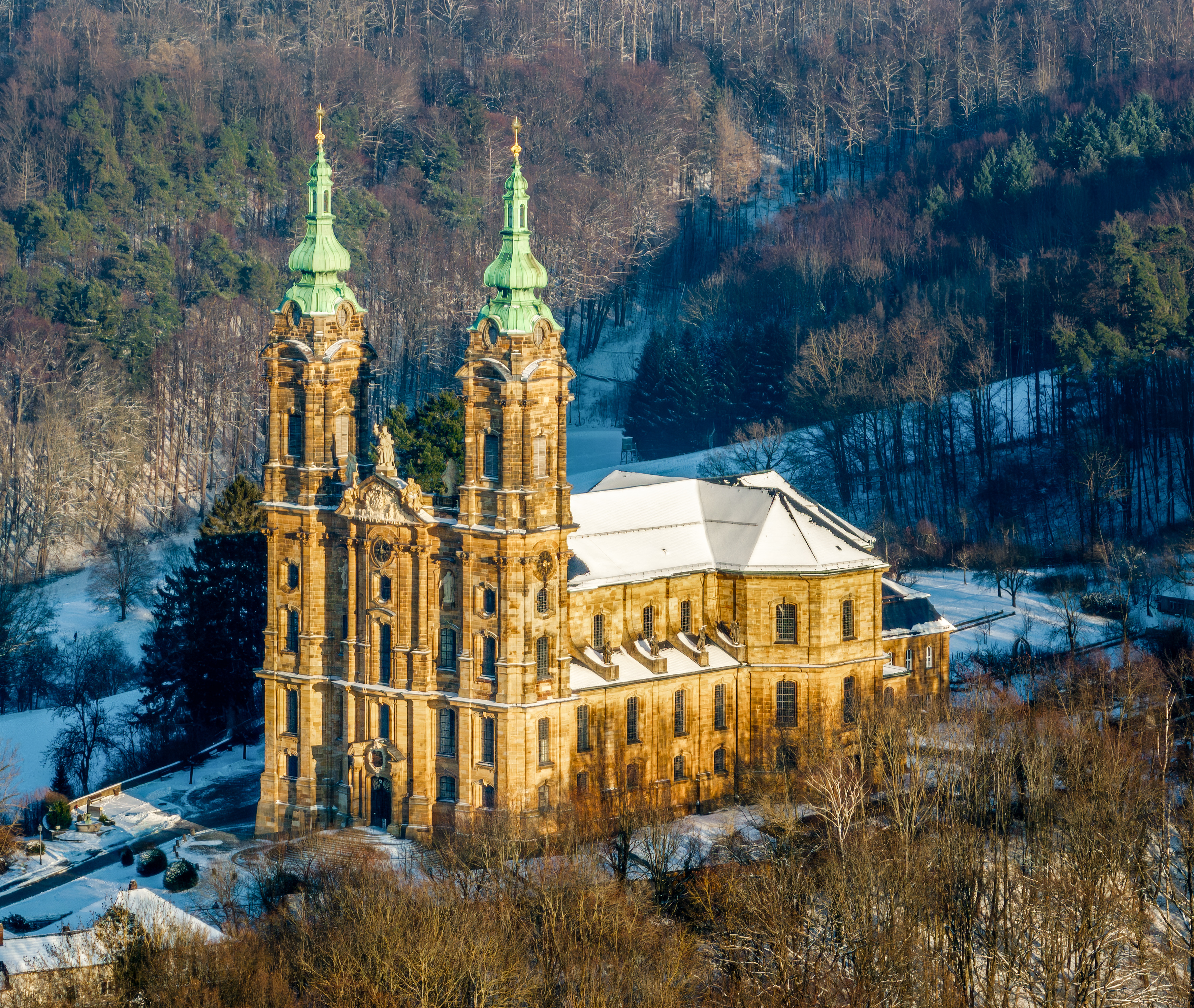
Bazylika w Vierzehnheiligen, Balthasar Neumann
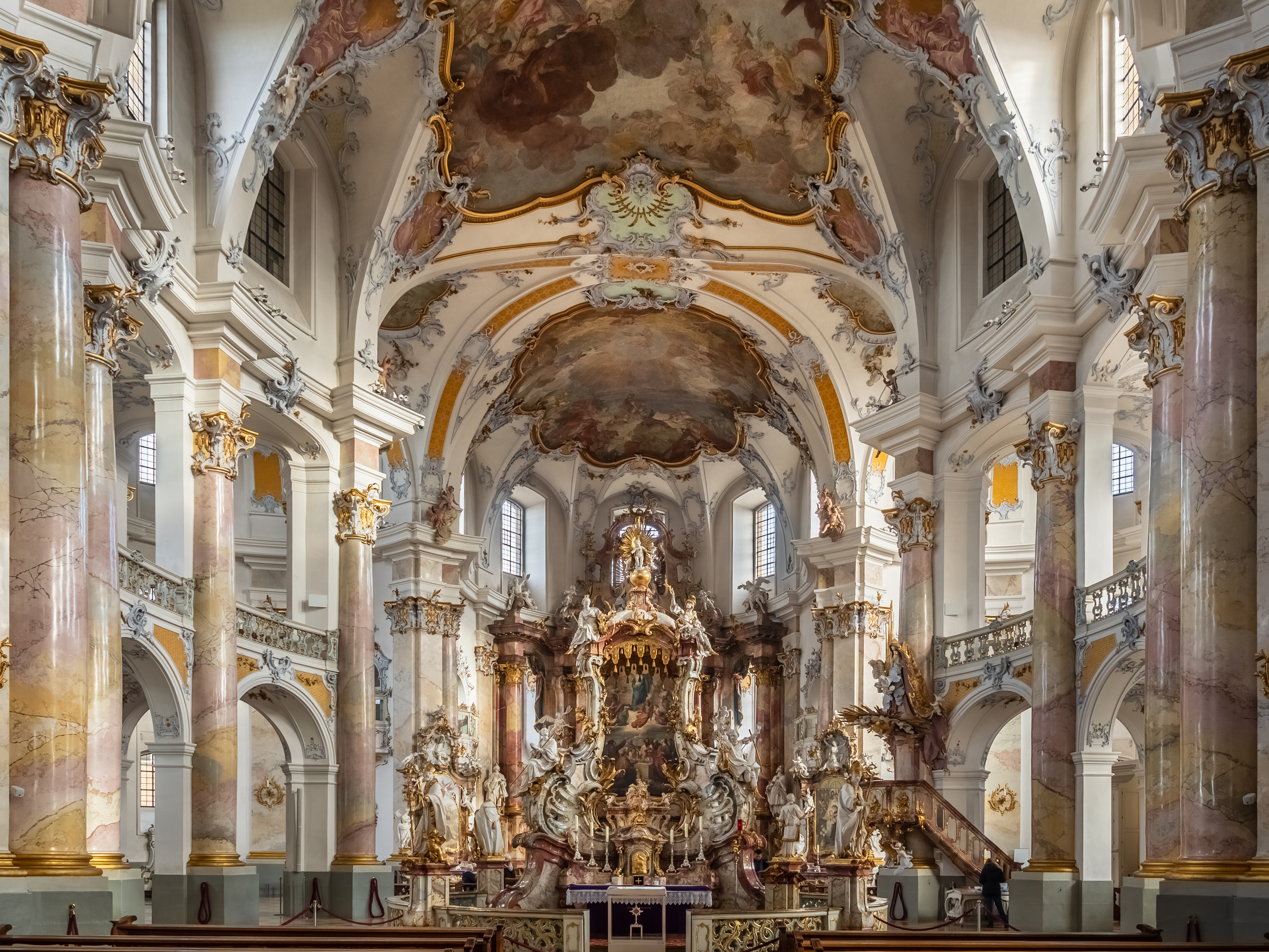
Wnętrze bazyliki w Vierzehnheiligen
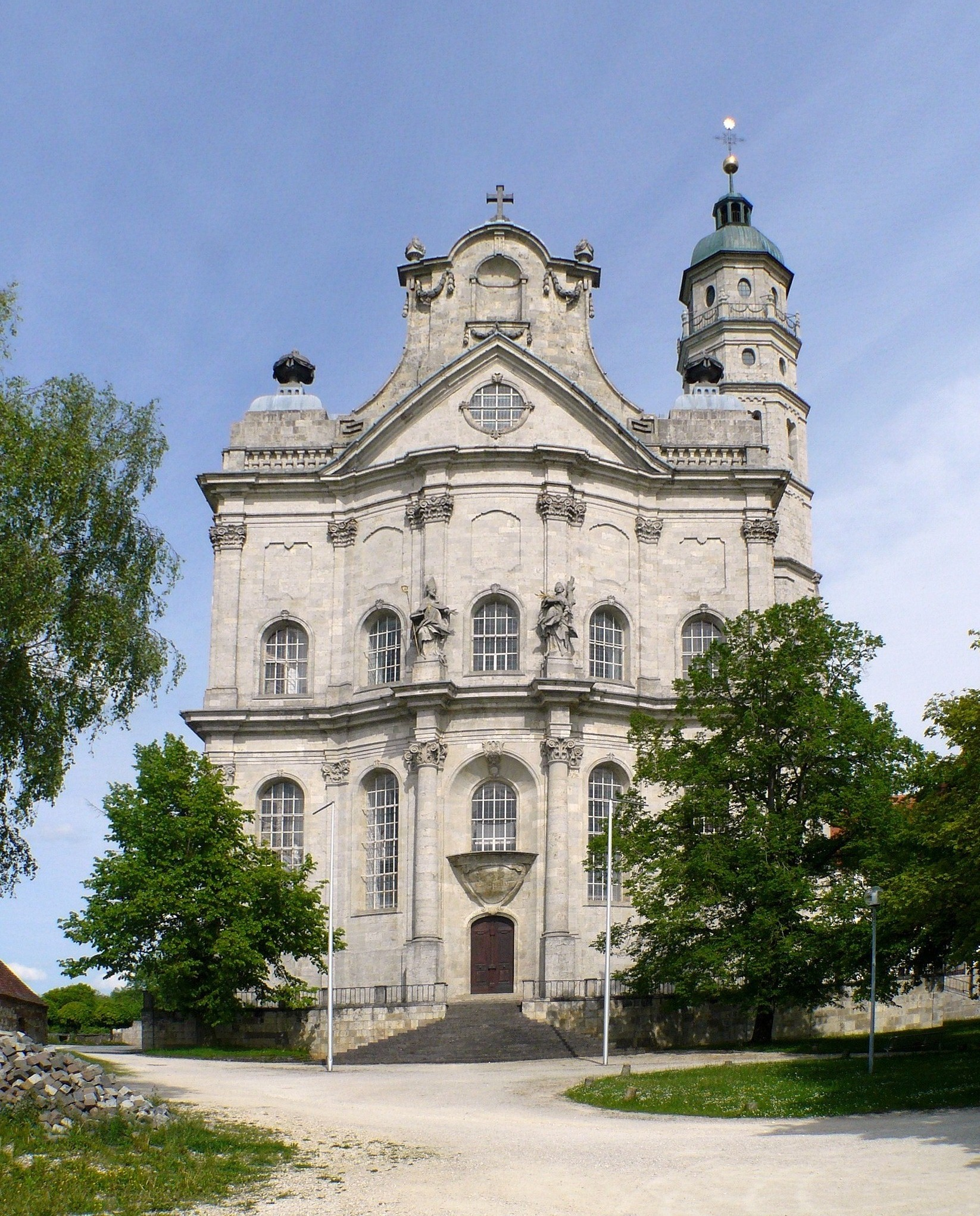
Fasada kościoła opactwa w Neresheim, Balthasar Neumann

- Dominikus Zimmermann (1685–1766) – architekt niemiecki, znany przede wszystkim jako projektant wnętrz, licznych ołtarzy, ambon i innych dekoracji. Zbudował rokokowe kościoły, zaprojektowane na rzucie elipsy, w Steinhausem (Bad Schussenried) 1727–1733 i w Wies (Steingaden, powiat Weilheim-Schongau) 1745–1754. Przy wystroju wnętrz współpracował z bratem Johannem Zimmermannem (1680–1758), malarzem i sztukatorem. Jego inne dzieła to: przebudowa kartuzji w Buxheimie – kościół, kaplica św. Anny (1713–1727), budowa kościoła NMP w Günzburgu (1735–1740), przebudowa franciszkańskiego klasztoru w Maria Medingen w Mödingen (1716–1725).

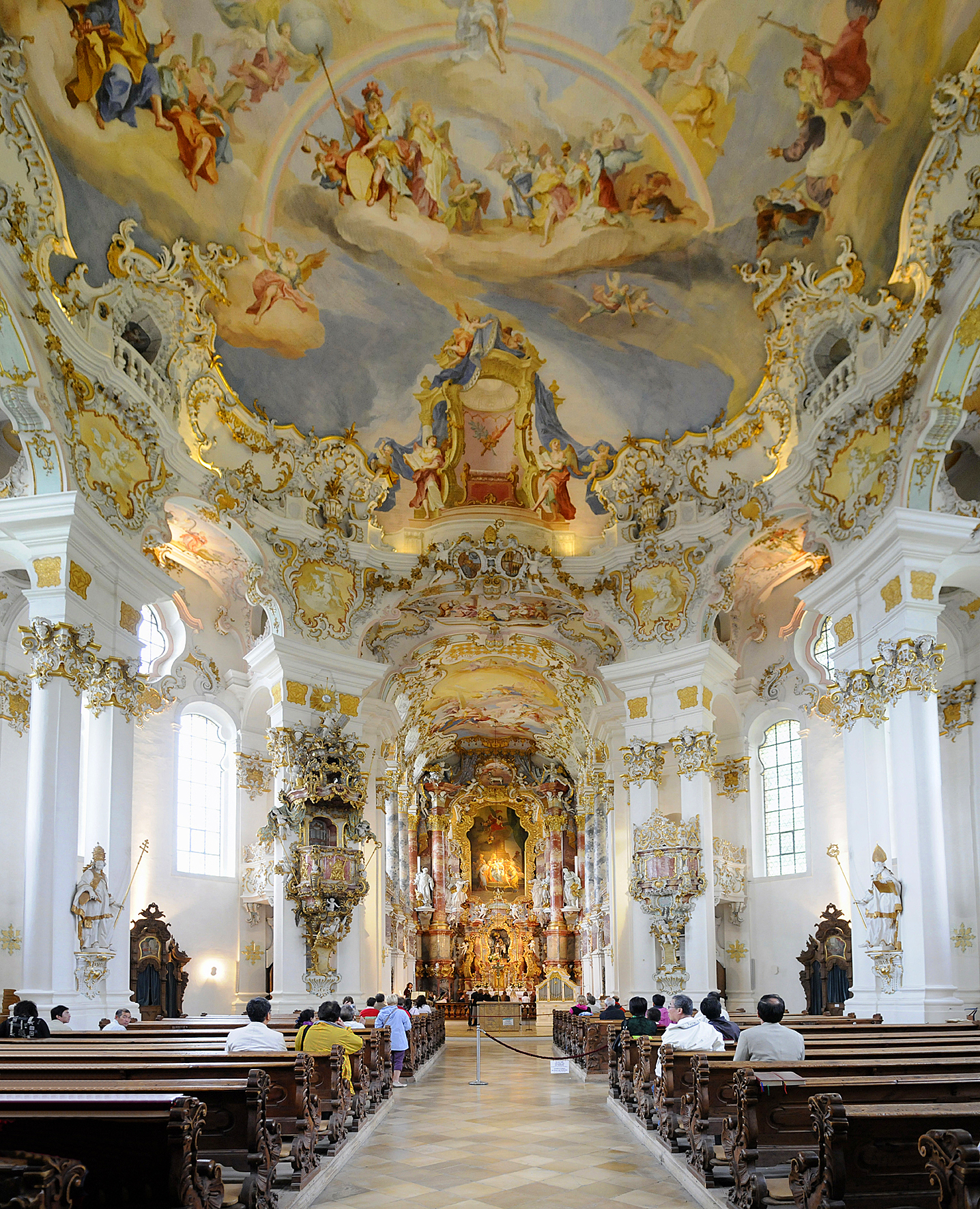
Kościół pielgrzymkowy w Wies – ołtarz główny, Dominikus Zimmermann
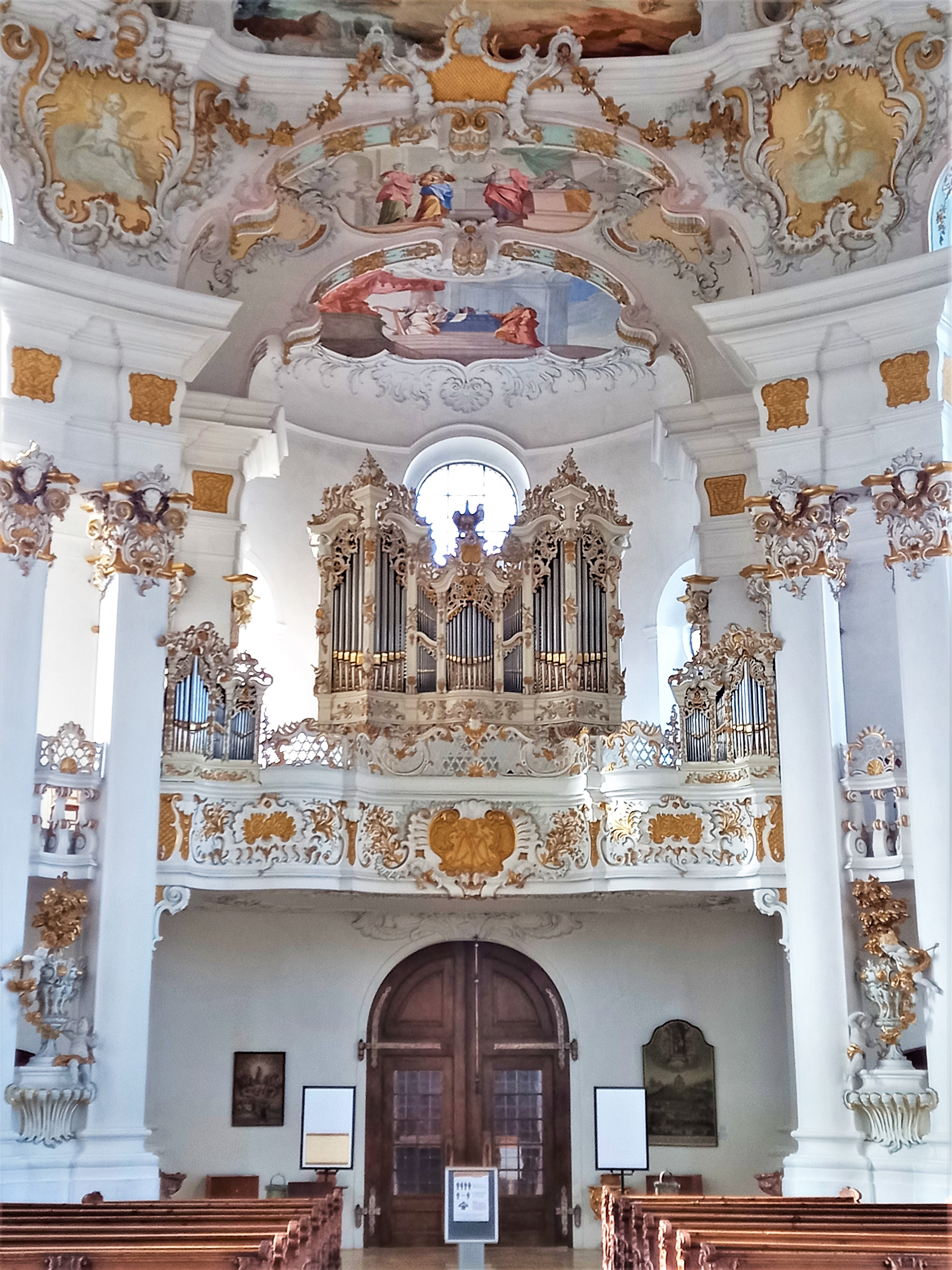
Kościół pielgrzymkowy w Wies – Chór i organy
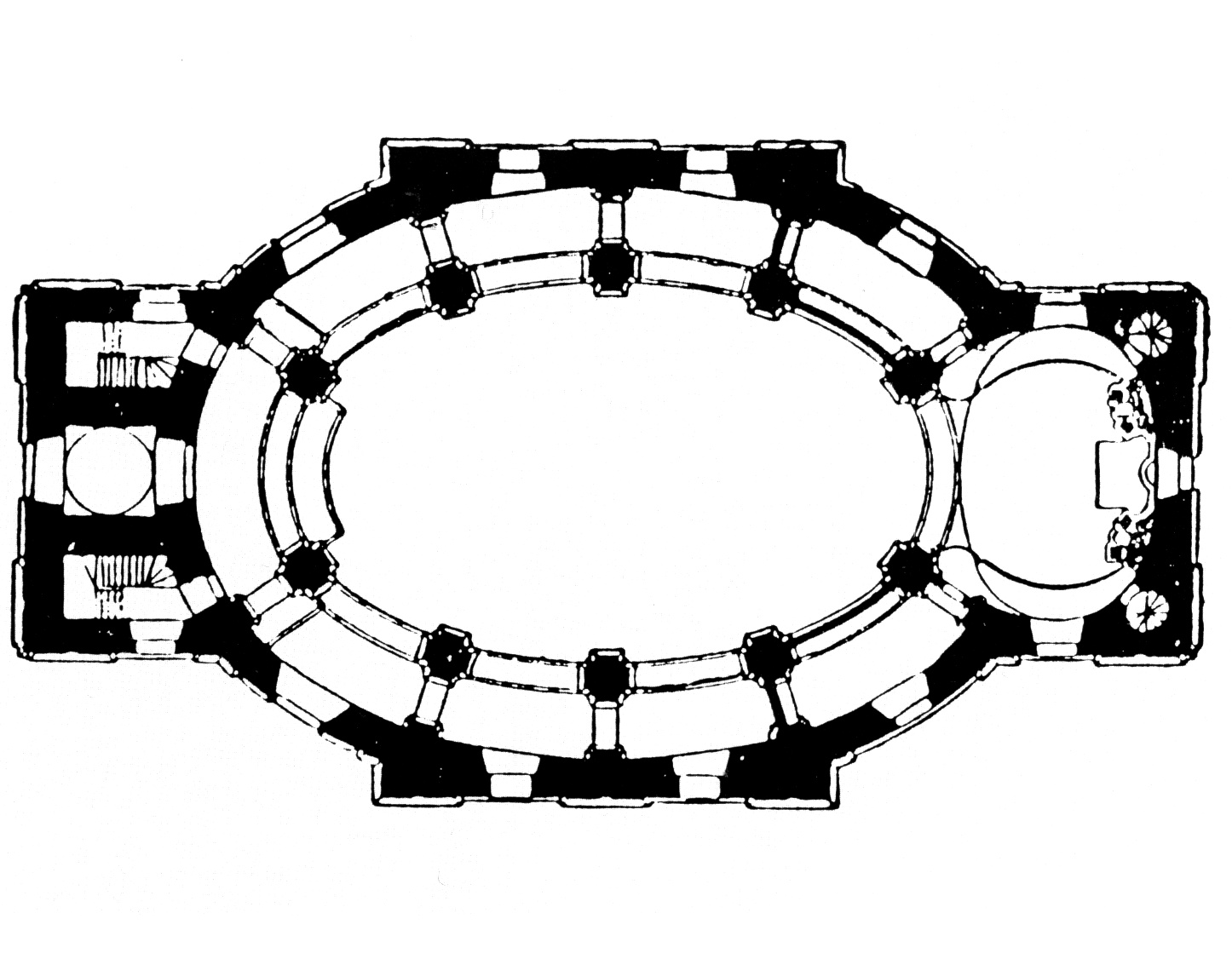
Plan kościoła w Steinhausem, Dominikus Zimmermann

- François de Cuvilliés starszy (1695–1768) – belgijski architekt i dekorator, przedstawiciel rokoko. Jako nadworny architekt elektorów bawarskich Maksymiliana II i Karola VII pracował nad wystrojem wnętrz ich monachijskiej Rezydencji – Königsbau i znajdującego się w skrzydle pałacu teatru dworskiego – «Teatr Cuvilliés» (1751–1753). Dla zespołu pałacowo-parkowego w Nymphenburgu zaprojektował pałacyk myśliwski Amalienburg (1734–1739). Jego dziełem jest także monachijski Pałac Holstein ze sztukatorską dekoracją Johanna Zimmermanna (obecnie rezydencja biskupa) i fasada kościoła Teatynów (1765–1768). W Bonn pracował nad wystrojem wnętrz pałacu Brühla i bramą wjazdową pałacu elektorskiego (Koblenzer Tor) – obecnie budynek należy do kompleksu zabudowań uniwersyteckich. W Brühl pracował nad wystrojem wnętrz zespołu pałacowego Augustusburg i Falkenlust. Wraz z braćmi Zimmermann, Dominikusem i Johannem, zajmował się dekoracją pomieszczeń pałacu Nymphenburg.

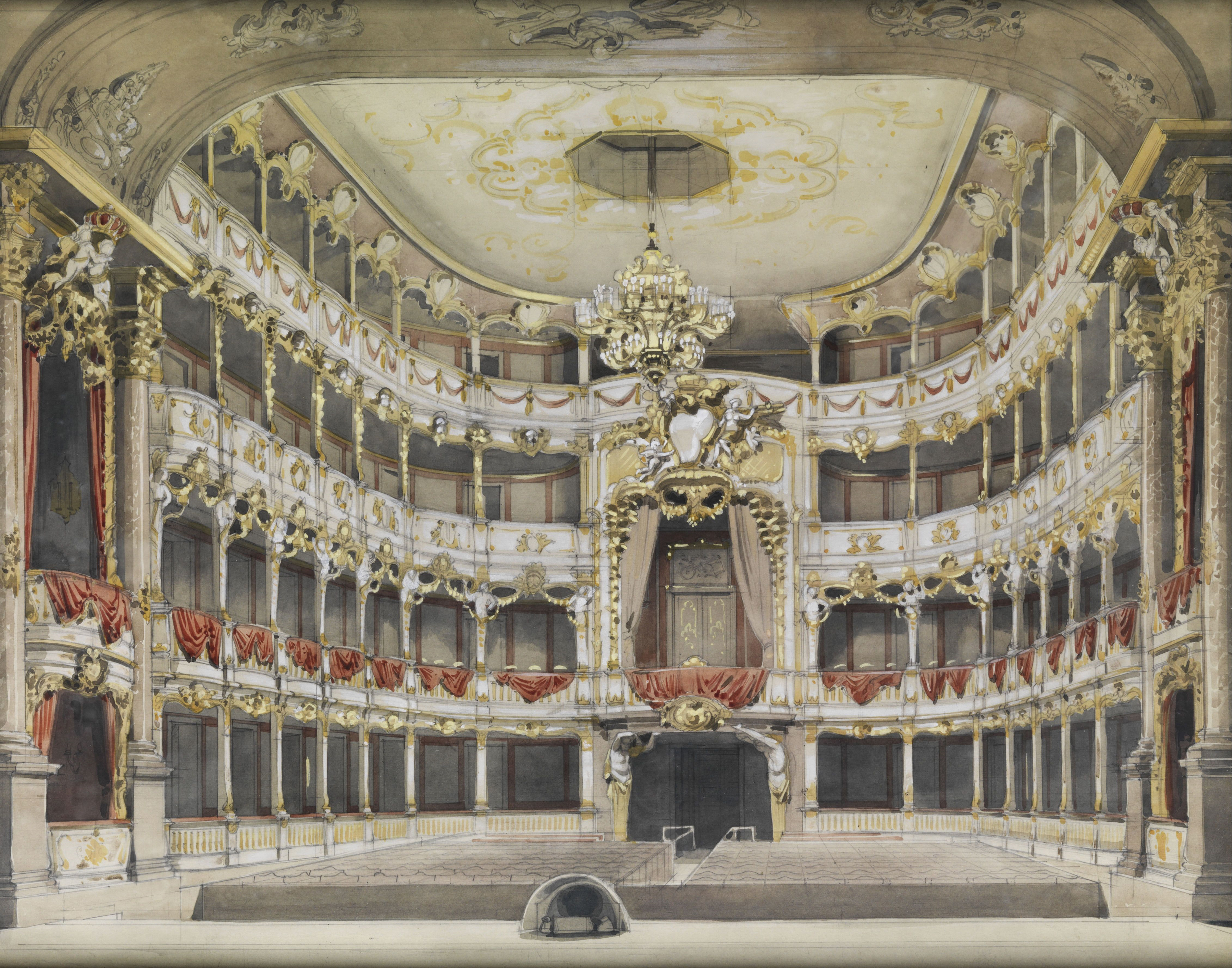
Wnętrze Cuvilliés-Theater, François de Cuvilliés
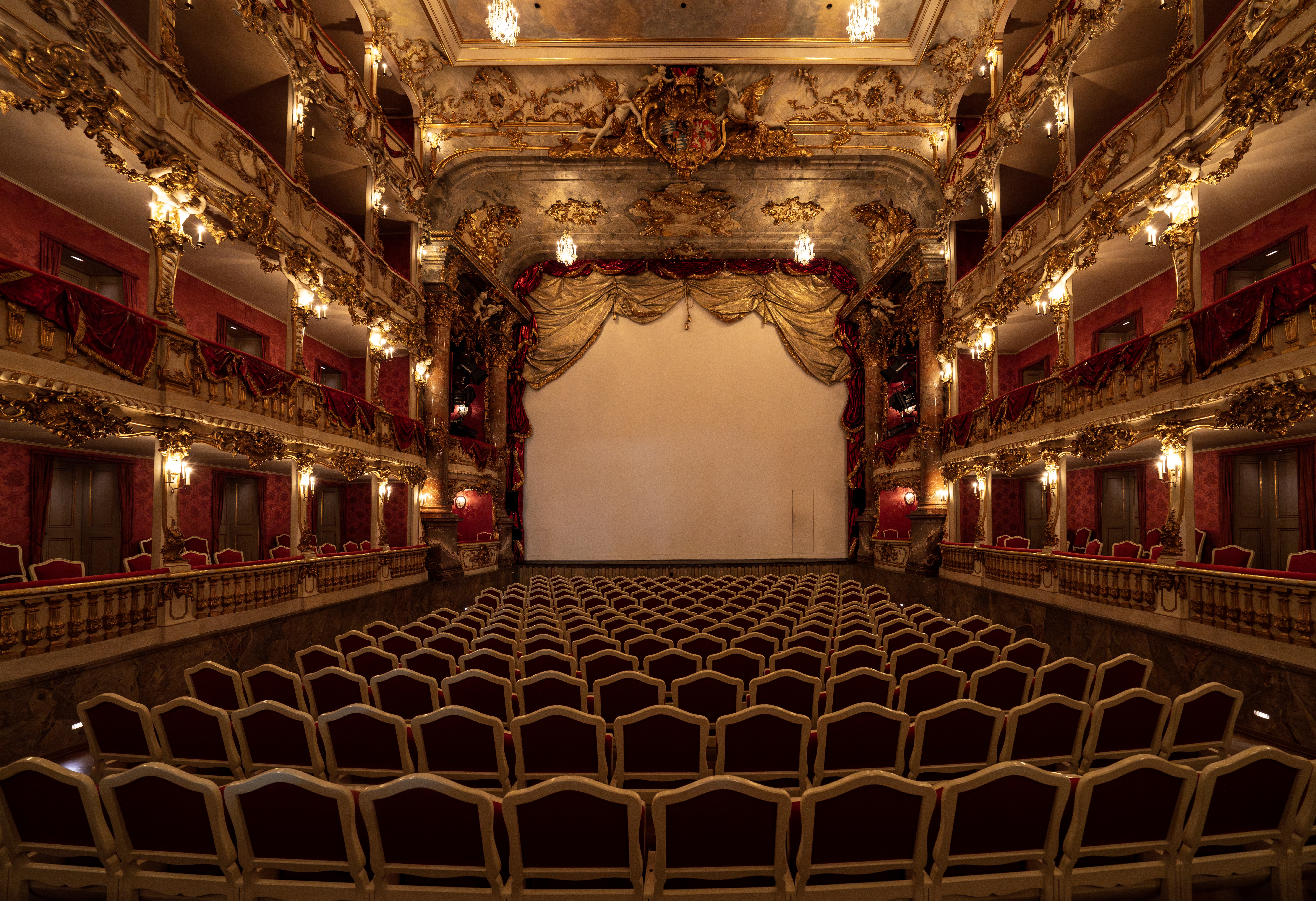
Wnętrze Cuvilliés-Theater, François de Cuvilliés
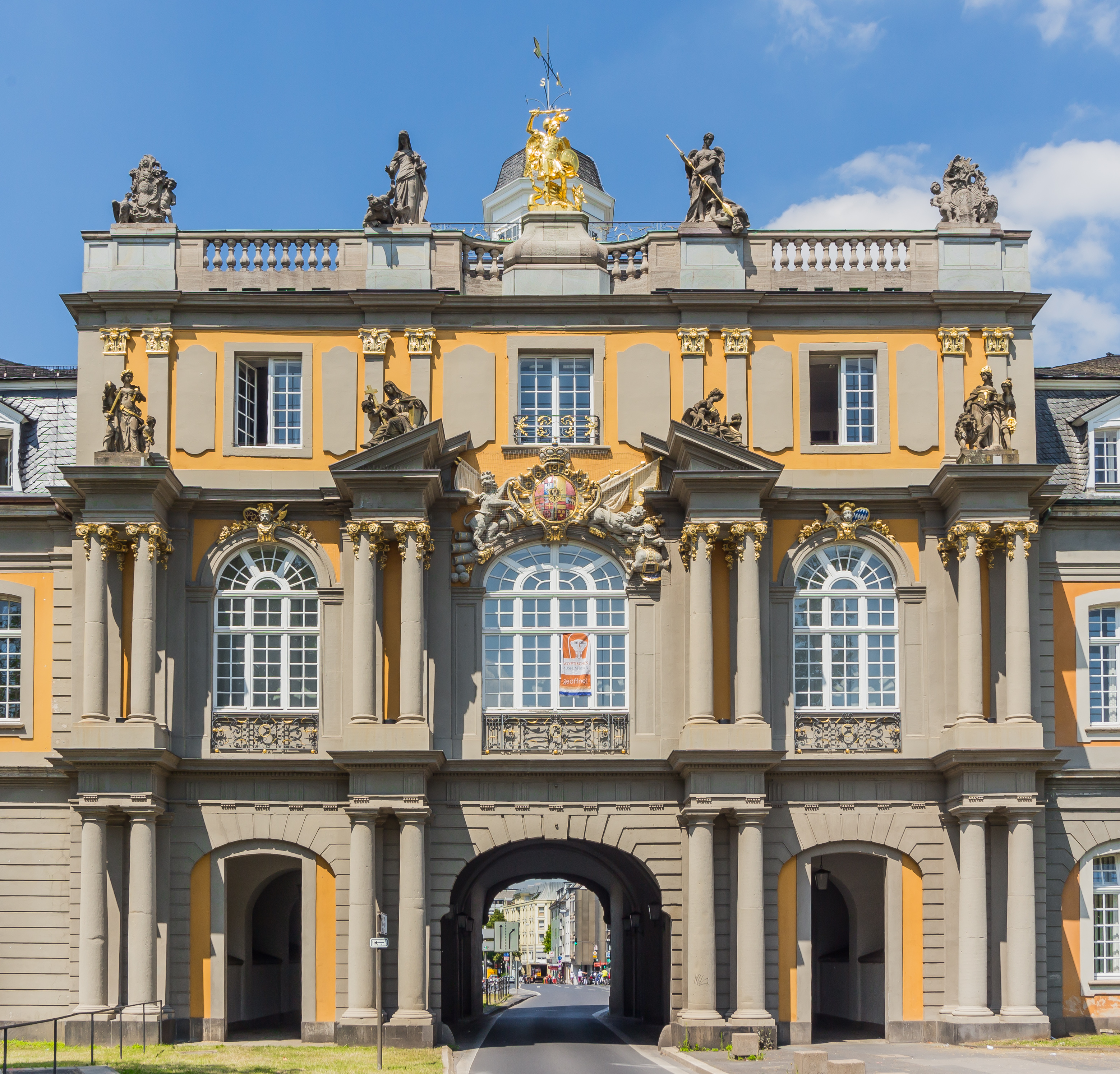
Koblenzer Tor w Bonn, François de Cuvilliés
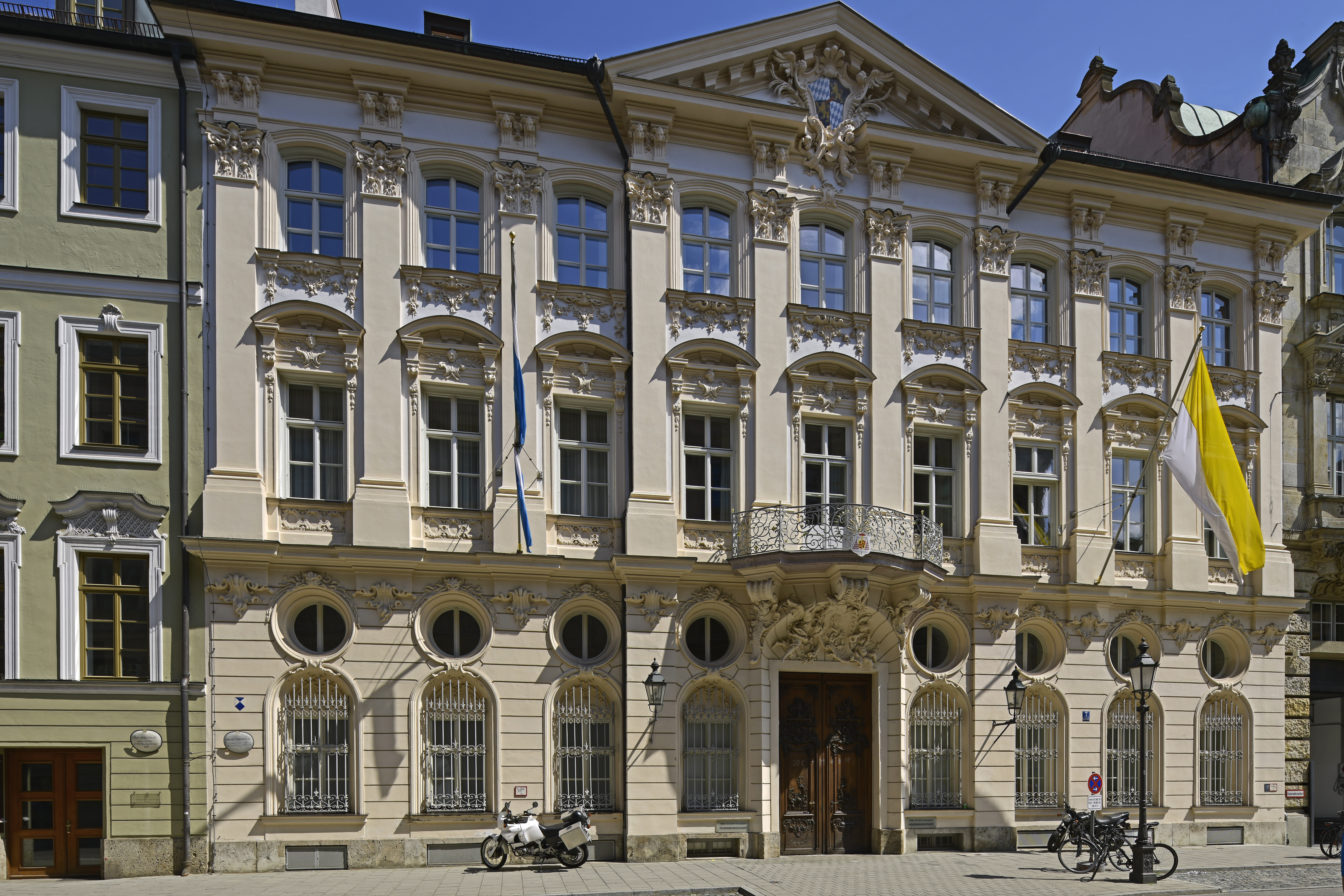
Pałac Holstein w Monachium, François de Cuvilliés

- Johann Georg Starcke (1630–1695) – niemiecki budowniczy działający w Dreźnie i jego okolicy. W swoich pracach łączył elementy baroku francuskiego i włoskiego. Zaprojektował Ogród Włoski z pawilonem (1669) oraz pałac na terenie drezdeńskiego Großer Garten (1678–1683). Brał udział w pracach związanych z przebudową zamku królewskiego Residenzschloss (1691–1693), ujeżdżalni dworskiej w Dreźnie i budynku Starej Giełdy w Lipsku (1678–1683).
- Matthäus Daniel Pöppelmann (1662–1736) – niemiecki architekt późnego baroku. Studiował we Włoszech, gdzie zainteresował się twórczością Fontany. Poznał też prace austriackiego architekta Johanna Hildebrandta. W swoich projektach wprowadzał bogatą, symetryczną ornamentykę, która zbliżała jego twórczość do rokoko. Pracował w Berlinie, przy przebudowie zamku, w Dreźnie i okolicach, oraz w Warszawie. Jego najsłynniejszym dziełem jest drezdeński Zwinger (1711–1728). Wewnętrzny dziedziniec (o pow. ok. 1 ha) z ogrodem w stylu francuskim okala galeria oraz jedno i dwukondygnacyjne pawilony. Brama prowadząca na dziedziniec została zaprojektowana w formie łuku triumfalnego i zwieńczona wielką koroną (stąd jej nazwa Kronentor – Brama Koronna). Pöppelmann pracował także przy budowie lub przebudowie innych obiektów, m.in.: w Dreźnie – pałacu Taschenberg (1711–1715), Pałacu Japońskiego (1715), pałacu w barokowych ogrodach Grossedlitz, pałacu Pillnitz koło Drezna (1720–1723) i pałacu w Moritzburgu (1723–1733). Zaprojektował również drezdeński Most Fryderyka Augusta (1727–1731).
- George Bähr (1666–1738) – niemiecki architekt pracujący przede wszystkim w Dreźnie. Jego najważniejszym projektem była budowa luterańskiego kościoła Frauenkirche (kościół Mariacki) (1726–1743). Kościół został zaprojektowany na planie centralnym i zwieńczony wysoką kopułą z ciosów. Schody prowadzące na kolistą emporę zostały umieszczone w czterech ryzalitach przylegających do bryły budowli. Inne prace Bähra to Hotel Saski (Hôtel de Saxe) w Dreźnie, kościoły w Loschwitz (Drezno) (1705–1708), Schmiedebergu (w pobliżu Altenbergu) (1713–1716) i Forchheim (1719–1726).
- Gaetano Chiaveri (1689–1770) – architekt włoski, pracujący w Niemczech, Polsce i Rosji. Zbudował m.in. Pałac Maksymiliana i katolicki kościół dworski – Hofkirche w Dreźnie (1739–1751). Budynek katedry został zaprojektowany na planie bazyliki o podwyższonej nawie środkowej i półkolistym obejściu. Fasadę o giętych liniach akcentuje smukła, czterokondygnacyjna, ażurowa wieża z cebulastym hełmem.

W XVIII wieku zapanowała moda na niewielkie pałacyki i pawilony ogrodowe lokalizowane na terenie rozległych założeń ogrodowych i parkowych. Do największych budowli o tym charakterze należą rokokowe pałace w pobliżu Stuttgartu:
- Monrepos – pałac na wodzie, zaprojektowany przez Philippe’a de la Guêpière (1715–1773); jeden z wielu obiektów barokowego założenia parkowo-pałacowego w Ludwigsburgu, powstałego na zlecenie Eberharda Ludwika Wirtemberskiego i wzorowanego na francuskim Wersalu. Główny obiekt – rezydencja zbudowana przez Johanna Friedricha Nette (1672–1714) i Donato Giuseppe Frisoniego (1683–1735) – był gotowy w 1733 roku. Letni, myśliwski pałacyk Favorite powstał w latach 1717–1723 według projektu Donato Giuseppe Frisoniego.
- Pałac Solitude (1764–1775) – pałac ok. 12,0km od Ludwigsburga, zbudowany na zlecenie Karola Eugeniusza Wirtemberskiego przez Johanna Friedricha Weyhinga (1716–1781) i Philippe de la Guêpière (1715–1773).

Przykładem barokowej urbanistyki jest projekt zabudowy Karlsruhe w Badenii. Miasto zostało założone w 1715 roku przez Karola Wilhelma. Centralnym punktem planu stała się wieża ocalała ze średniowiecznej zabudowy obronnej (na szczycie Turmberg w Durlach), do której dobudowano pałac. Od wieży wytyczono promieniście 32 aleje parkowe. Do zespołu pałacowo-parkowego początkowo przylegało niewielkie osiedle, które dało początek miastu.

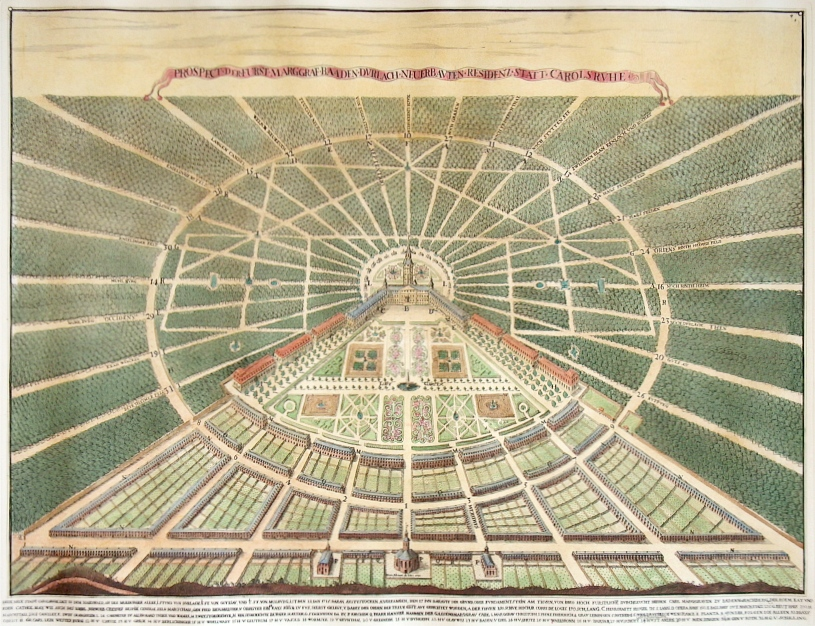
Plan Karlsruhe z 1721 roku
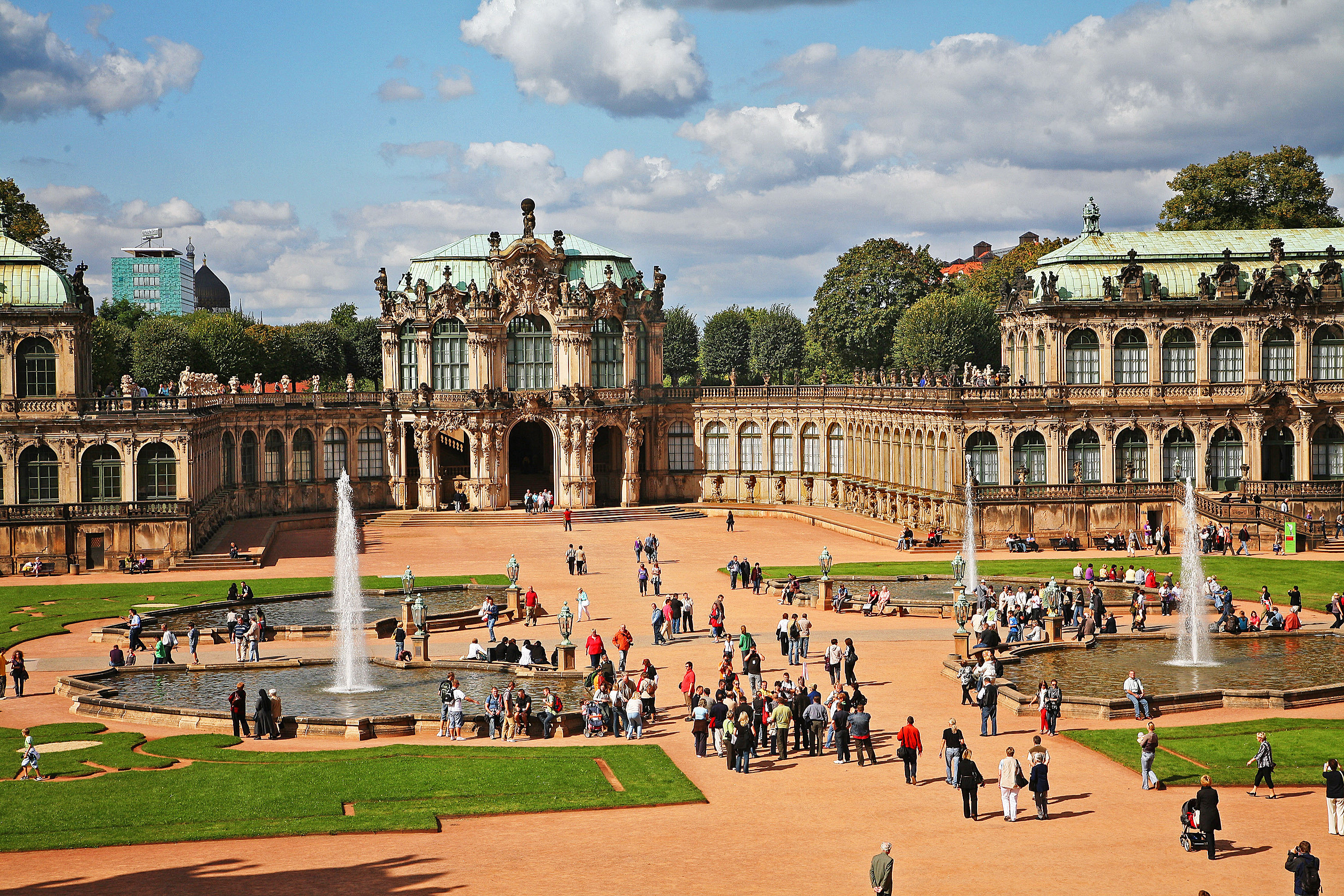
Zwinger w Dreźnie, Matthäus Daniel Pöppelmann
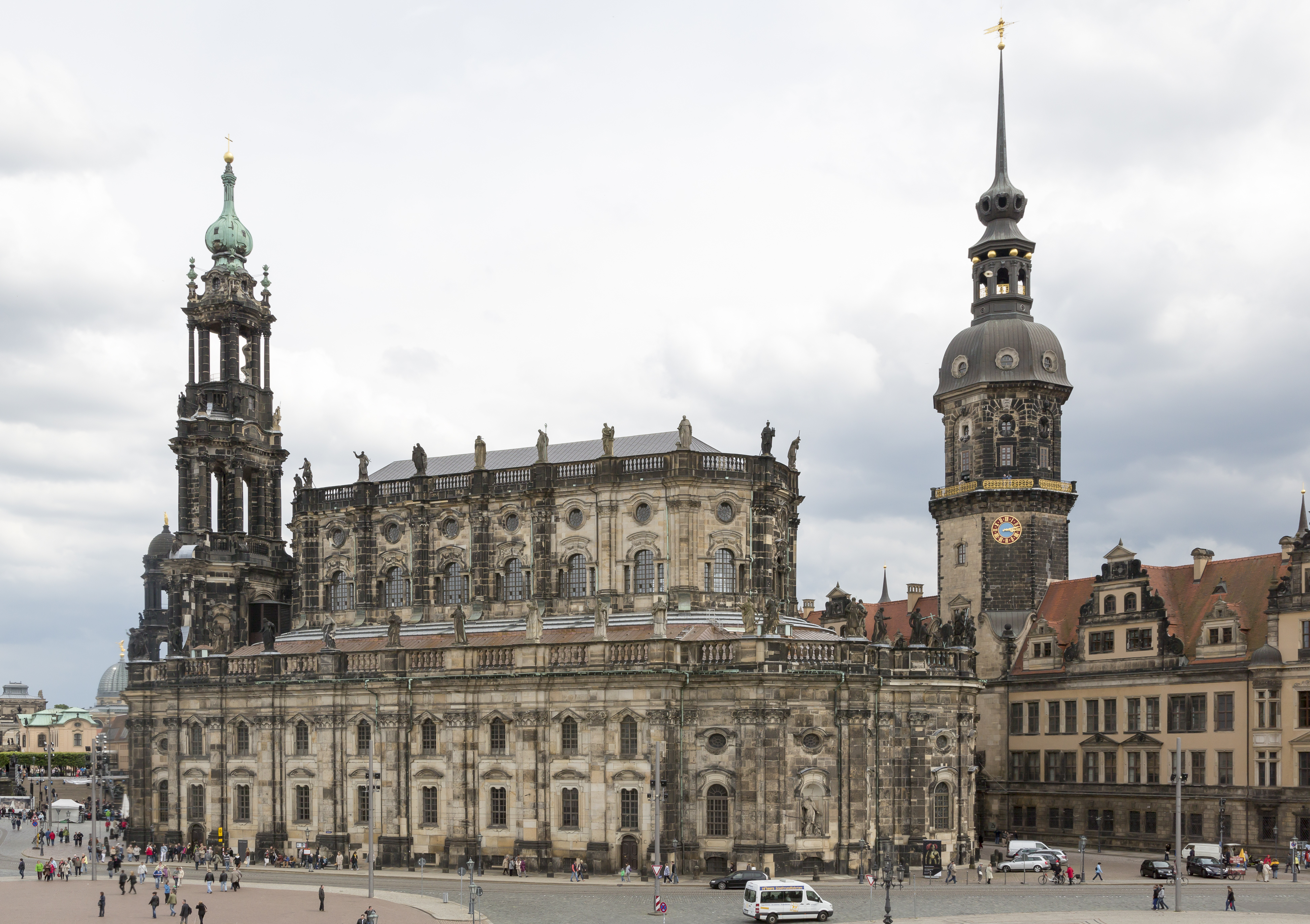
Hofkirche w Dreźnie, Gaetano Chiaveri
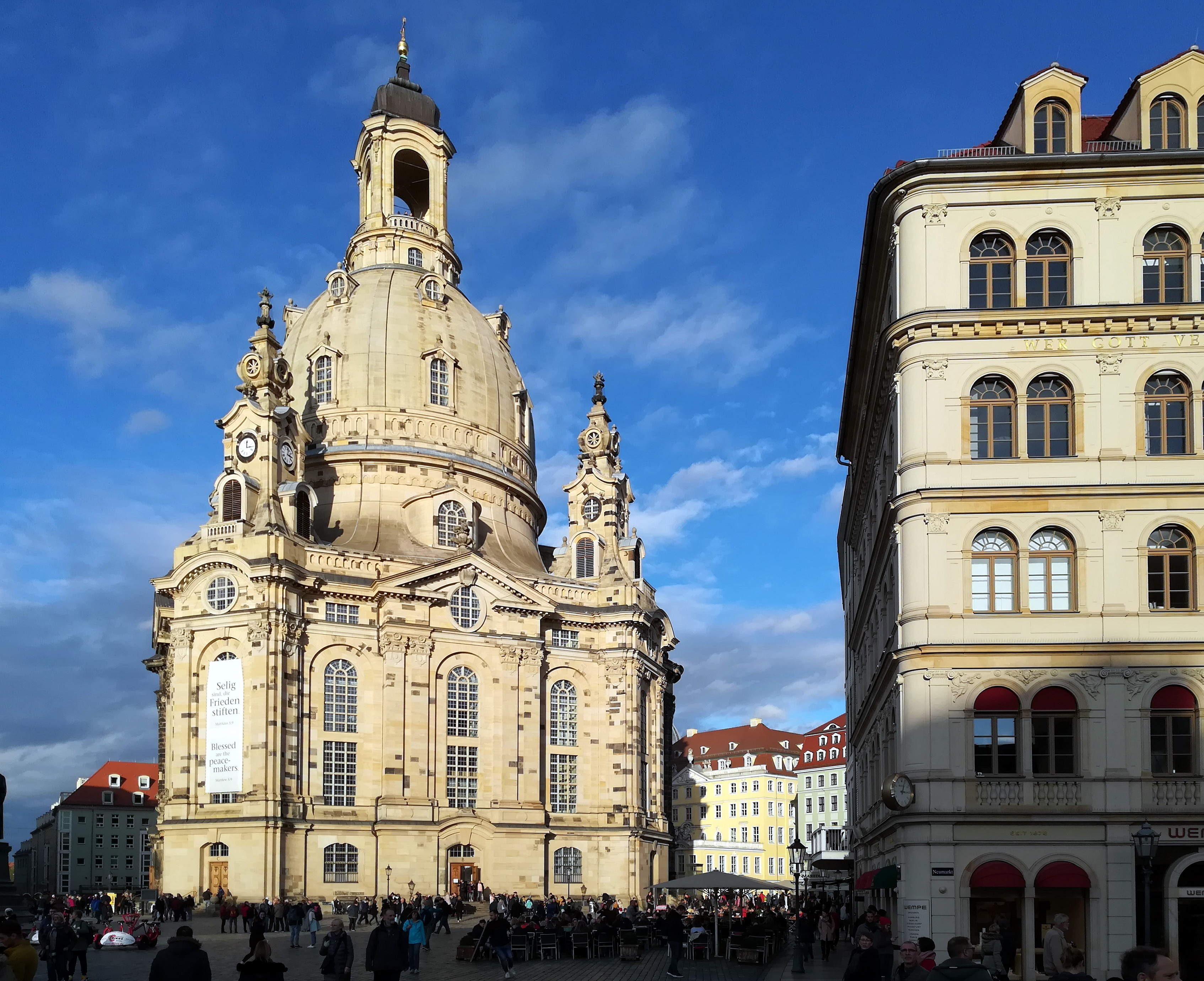
Kościół Marii Panny w Dreźnie, Georg Bähr
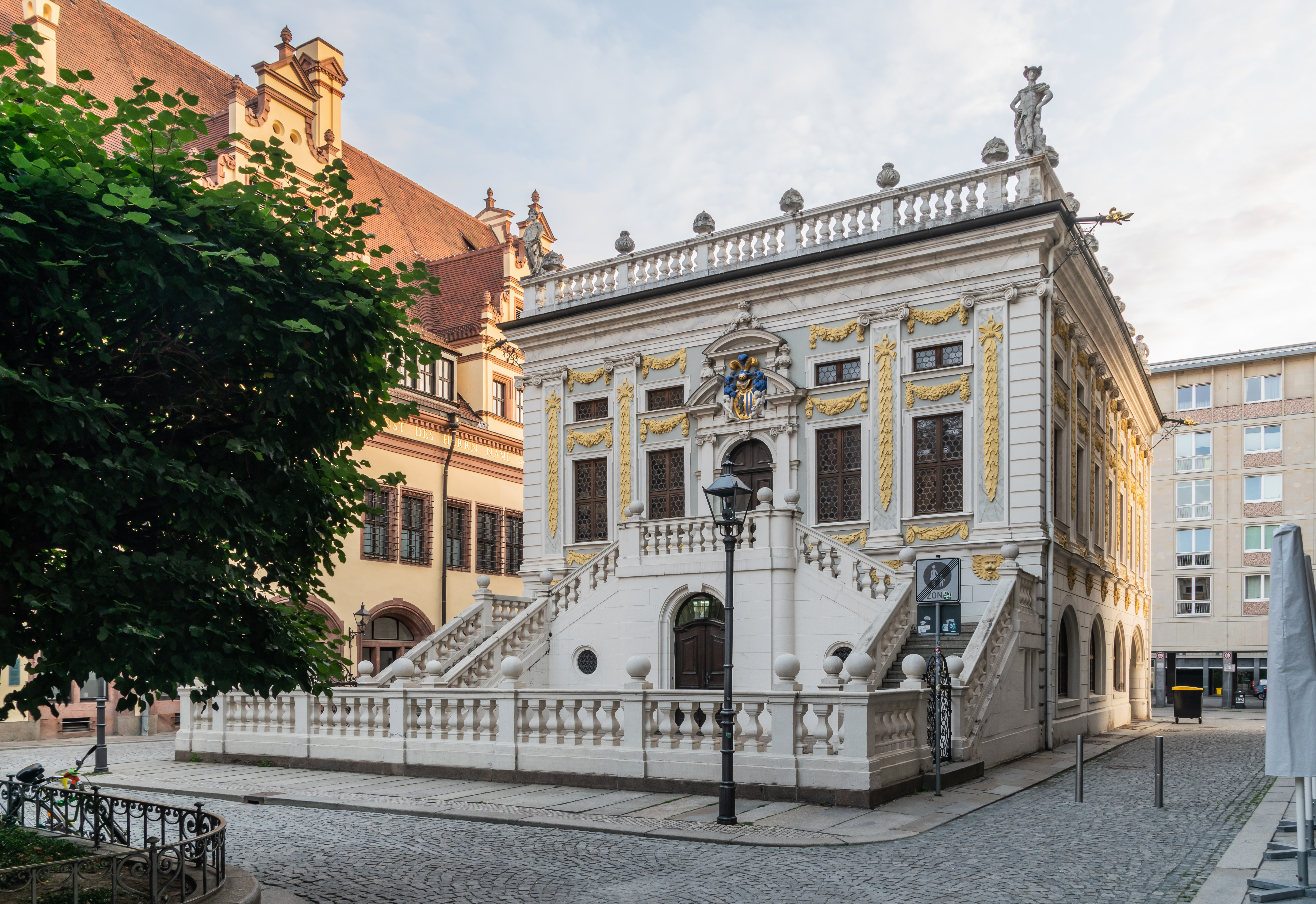
Stara Giełda w Lipsku, Johann Georg Starcke